# 28. November
Der 28. November ist der 332. Tag des gregorianischen Kalenders (der 333. in Schaltjahren), somit bleiben 33 Tage bis zum Jahresende.

## Ereignisse

### Politik und Weltgeschehen
- 1240: Mongolische Truppen unter der Führung Batu Khans beginnen die Belagerung von Kiew.
- 1443: Nachdem er am Tag zuvor die Festung von Kruja eingenommen hat, erklärt der albanische Fürst Skanderbeg seinen Abfall vom Osmanischen Reich.
- 1465: Auf Burg Grünberg entsteht die Grünberger Allianz, ein böhmischer katholischer Adelsbund gegen Georg von Podiebrad.

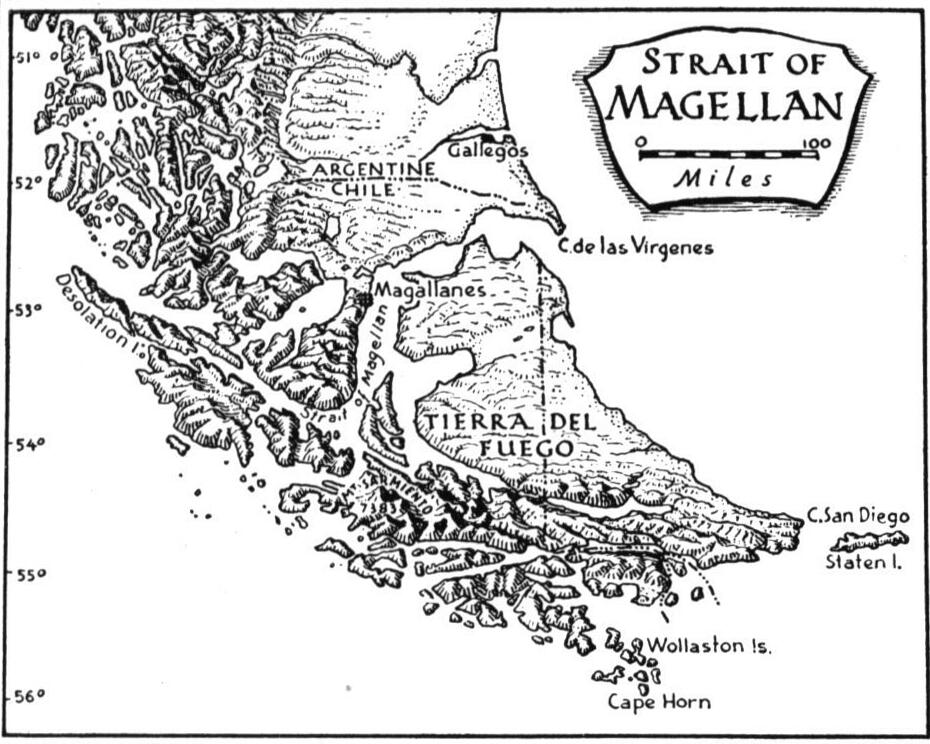
1520: Magellanstraße

- 1520: Vier Wochen nach ihrer Entdeckung gelingt Ferdinand Magellan die Durchfahrt durch die später nach ihm benannte Magellanstraße an der Südspitze Amerikas; er erreicht mit drei Schiffen den Pazifik.
- 1654: Der Erste Stader Vergleich beendet den Ersten Bremisch-Schwedischen Krieg, der um die Vorherrschaft im Gebiet des Herzogtums Bremen-Verden ausgebrochen war.
- 1729: Der Natchez-Aufstand beginnt mit einem Angriff der Natchez-Indianer auf französische Siedler am Fort Rosalie in Natchez. Im Tagesverlauf werden 229 Kolonisten von den Angreifern getötet und mehr als 300 Frauen, Kinder und Sklaven gefangen genommen.
- 1806: Der russische Zar Alexander I. tritt an der Seite seines Verbündeten Preußen in den Vierten Koalitionskrieg gegen Napoleon ein. Am selben Tag besetzen französische Einheiten das zu Preußen gehörende Warschau.
- 1812: Beim Rückzug über die Beresina während des Russlandfeldzuges erleidet die Grande Armée in der Schlacht an der Beresina eine schwere Niederlage. Nur die Zaghaftigkeit der russischen Heerführer Wittgenstein und Tschitschagow bewahrt Napoleons Truppen vor der völligen Vernichtung.
- 1812: Britische Truppen wehren in der Schlacht am Frenchman’s Creek im Britisch-Amerikanischen Krieg einen US-amerikanischen Invasionsversuch in Kanada ab.
- 1821: Panama erklärt sich von Spanien unabhängig und schließt sich Großkolumbien an.
- 1848: Bern gewinnt die Abstimmung zur Hauptstadtfrage der Schweiz in der Bundesversammlung gegen Zürich und Luzern und wird damit zur Bundesstadt erhoben.
- 1870: Im Deutsch-Französischen Krieg kommt es zur Schlacht nahe Amiens, bei der sich preußische Truppen gegen abziehende Franzosen durchsetzen. Der Kampf um Beaune-la-Rolande der zahlenmäßig überlegenen französischen Loirearmee geht am selben Tag durch die ihr am Abend nachsetzenden Preußen verloren.
- 1885: Im Dritten Anglo-Birmanischen Krieg erobern die Briten die birmanische Stadt Mandalay und nehmen König Thibaw Min gefangen.

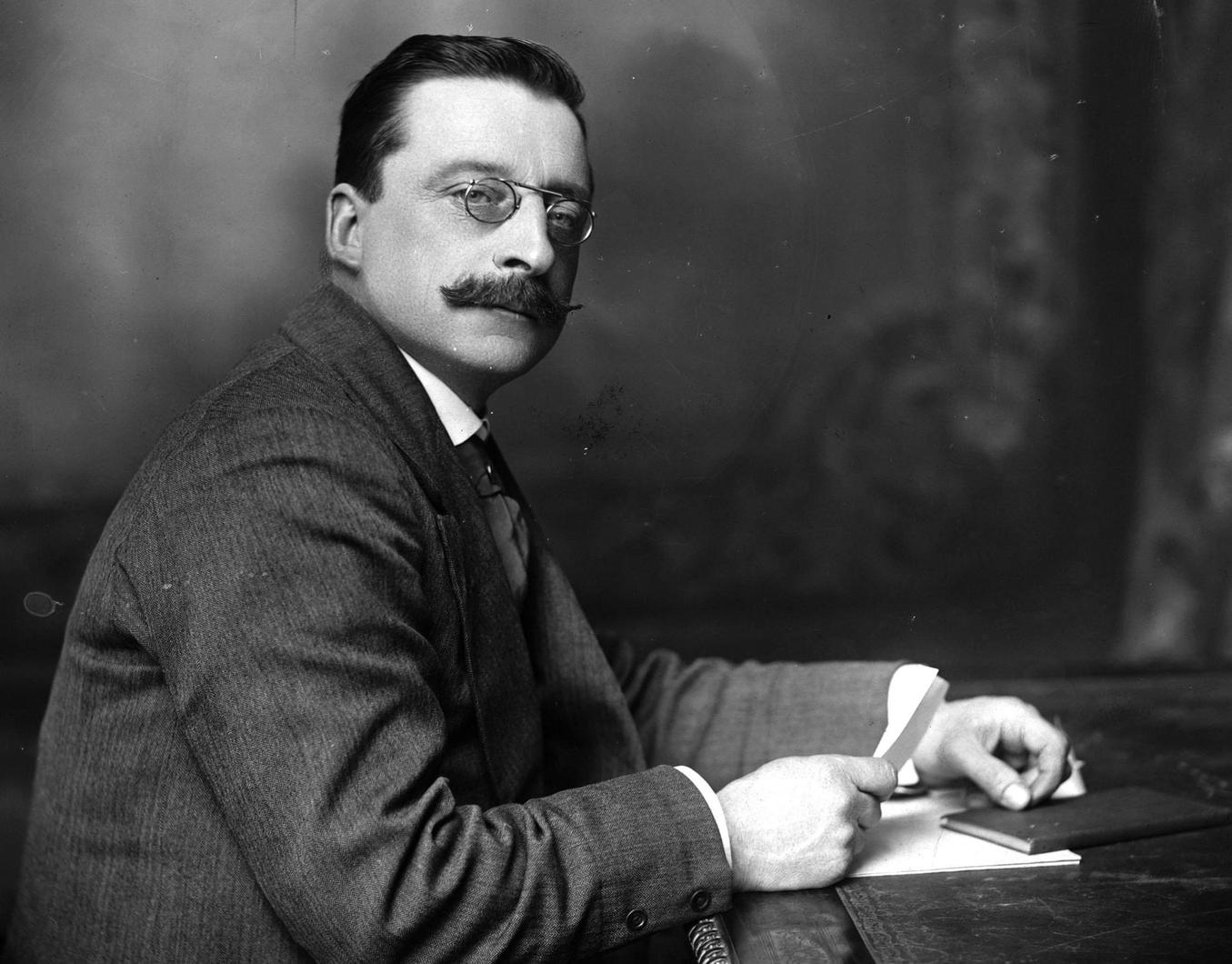
1905: Arthur Griffith

- 1905: Arthur Griffith gründet in Dublin die Partei Sinn Féin mit dem Ziel eines eigenen irischen Parlaments innerhalb des Vereinigten Königreiches von Großbritannien und Irland.
- 1912: Im Verlauf des Ersten Balkankrieges erklärt Albanien seine Unabhängigkeit vom Osmanischen Reich.

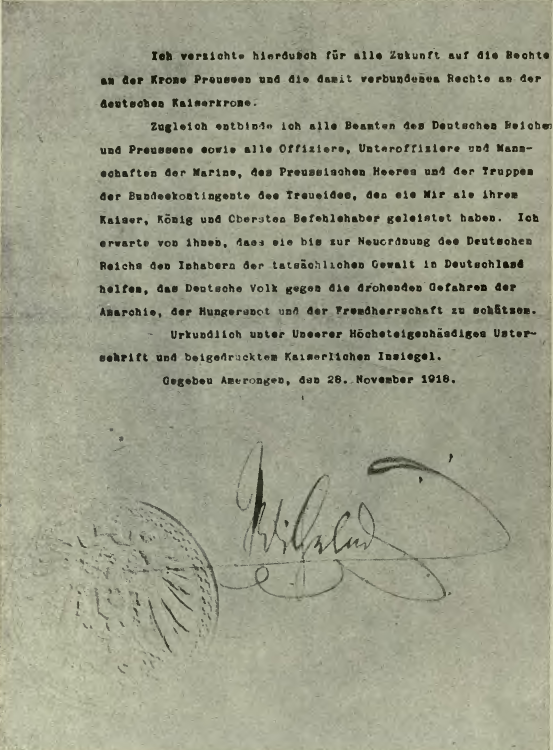
1918: Der nachträglich unterzeichnete, formelle Abdankungsbrief Wilhelms II.

- 1918: Im Zuge der Novemberrevolution unterzeichnet Kaiser Wilhelm II. in seinem niederländischen Exil auf Schloss Amerongen die Abdankung als Deutscher Kaiser und König von Preußen.

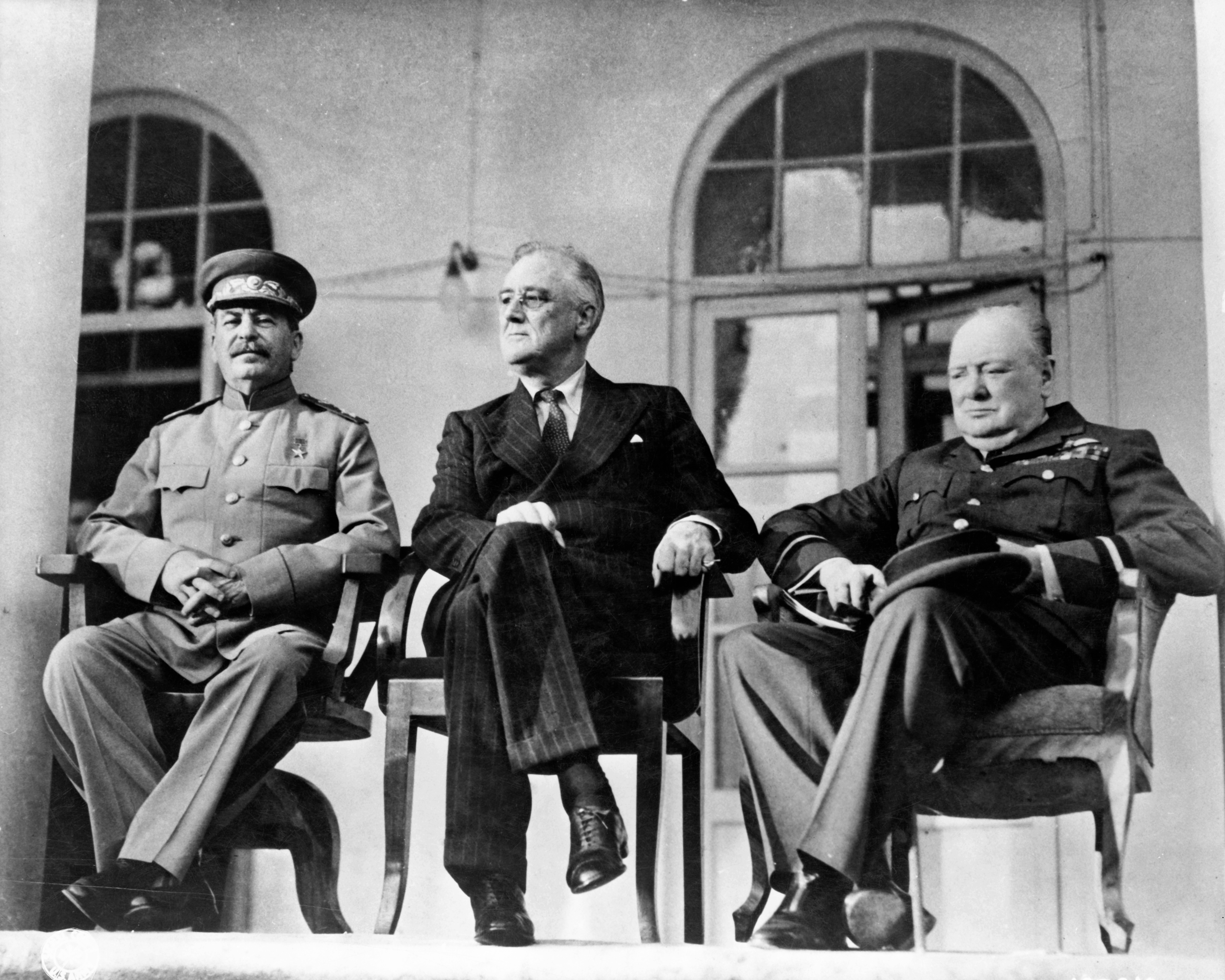
1943: Stalin, Roosevelt und Churchill in Teheran

- 1943: Die Konferenz von Teheran der drei Hauptalliierten im Zweiten Weltkrieg, Großbritannien, USA und Sowjetunion, beginnt. Winston Churchill, Franklin D. Roosevelt und Josef Stalin beraten über die weitere Vorgangsweise im Zweiten Weltkrieg und die Neuordnung Europas nach dessen Beendigung.
- 1946: Mit der Verfassung von Württemberg-Baden tritt die erste Landesverfassung in Deutschland nach dem Zweiten Weltkrieg in Kraft.
- 1960: Mauretanien, vormals Teil von Französisch-Westafrika, wird unter Ministerpräsident Moktar Ould Daddah unabhängig.
- 1964: In Hannover wird die Nationaldemokratische Partei Deutschlands (NPD) gegründet.
- 1966: Während eines Auslandsaufenthalts des Königs Ntare V. erklärt Burundis Premier Michel Micombero die Monarchie für abgeschafft und proklamiert sich selbst zum Staatspräsidenten.
- 1966: Die Dominikanische Republik erhält eine Verfassung.
- 1969: Der Atomwaffensperrvertrag wird von der deutschen SPD/FDP-Bundesregierung unter Bundeskanzler Willy Brandt unterschrieben.
- 1971: Die palästinensische Terrorgruppe Schwarzer September ermordet den jordanischen Premierminister Wasfi Tell, der für eine Tagung der Arabischen Liga in Kairo weilt.
- 1973: In der Bundesrepublik Deutschland tritt die Reform des Sexualstrafrechts in Kraft[1] (u. a. starke Einschränkung der Strafbarkeit der Kuppelei).

1975: Osttimor

- 1975: Die Freiheitsbewegung FRETILIN erklärt Portugiesisch-Timor unter dem Namen Osttimor für unabhängig. Francisco Xavier do Amaral wird erster Präsident des Landes, Nicolau dos Reis Lobato erster Premierminister.
- 1982: In der Schweiz wird eine Volksinitiative für die Einführung eines Preisüberwachers angenommen.
- 1989: Während der friedlichen Revolution in der DDR wird der Aufruf „Für unser Land“ von 31 bekannten Intellektuellen auf einer Pressekonferenz veröffentlicht, der etwa 1,17 Mio. Zustimmungen erhielt.
- 1989: Während der Samtenen Revolution nimmt die tschechoslowakische kommunistische Regierung Verhandlungen mit dem Bürgerforum auf.
- 1990: John Major folgt der zurückgetretenen Margaret Thatcher als Vorsitzender der Conservative Party und als britischer Premierminister.
- 1994: In Norwegen wird bei einer Wahlbeteiligung von 79,2 % ein Beitritt zur EU mit 46,5 % Ja-Stimmen im zweiten Volksentscheid neuerlich abgelehnt.
- 1996: Mit der Strafrechtsreform in Österreich ist u. a. Ehebruch nicht mehr strafbar.

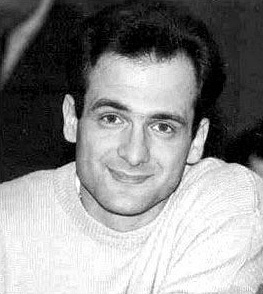
2000: Heorhij Gongadse

- 2000: Der ukrainische Parlamentsabgeordnete Oleksandr Moros veröffentlicht Tonbandaufnahmen, aus denen die Planung des Mordes am Journalisten Heorhij Gongadse hervorgeht. Als mögliche Teilnehmer an dem Gespräch werden Präsident Leonid Kutschma und Innenminister Jurij Krawtschenko angenommen.
- 2005: In Montreal wird die 11. UN-Klimakonferenz eröffnet, die erste nach Inkrafttreten des Kyoto-Protokolls.

### Wirtschaft
- 1894: Im Deutschen Reich erscheint zum ersten Mal die Deutsche Tageszeitung.
- 1922: In New York City wird das Medienunternehmen Time Inc. gegründet, das im Laufe der Zeit zum größten Verleger in den Vereinigten Staaten aufsteigt.
- 1925: In Dortmund wird die in sieben Monaten in Holzbauweise errichtete erste Westfalenhalle, eine der größten in Europa, eröffnet.
- 1928: Das über Weltausstellungen und internationale Messen befindende Bureau International des Expositions wird in Paris gegründet.
- 2001: Der Energieversorger E.ON Bayern entsteht mit Sitz in Regensburg aus dem Zusammenschluss der regionalen Unternehmen Isar-Amperwerke, Energieversorgung Oberfranken, OBAG, Überlandwerk Unterfranken und dem Großkraftwerk Franken.

### Wissenschaft und Technik
- 1660: Zwölf Gelehrte, unter ihnen Christopher Wren, William Petty, Robert Boyle und John Wilkins, beschließen im Gresham College die Gründung einer wissenschaftlichen Gesellschaft, der späteren Royal Society in London.

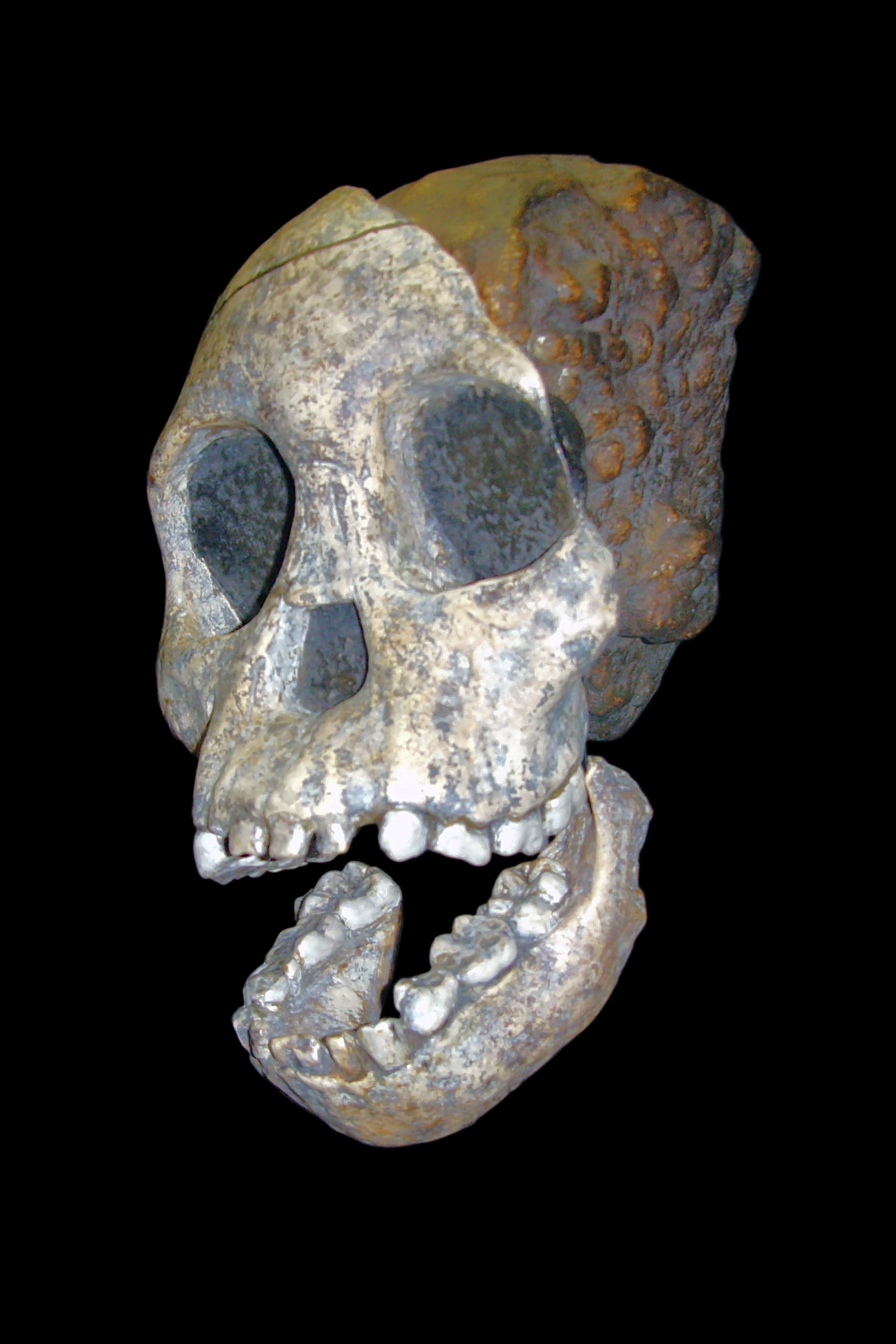
1924: „Kind von Taung“ (Nachbildung)

- 1924: Raymond Dart, ein Anatom der University of the Witwatersrand in Johannesburg, erhält von einem Vorarbeiter des Buxton-Kalksteinbruchs einen bei Taung gefundenen fossilen Schädel. Das sogenannte Kind von Taung ist der erste Fund eines Australopithecus africanus.

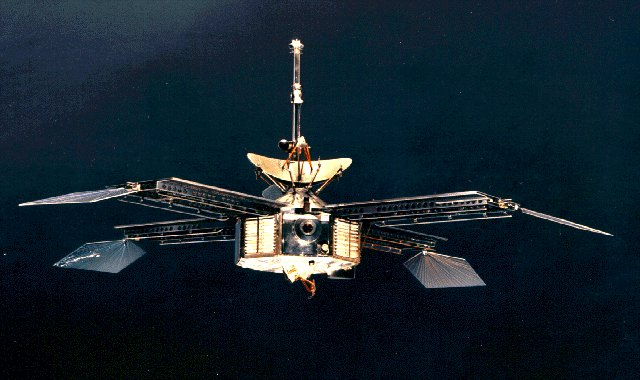
1964: Mariner 4

- 1964: Die NASA-Raumsonde Mariner 4 wird gestartet. Sie wird die erste irdische Raumsonde sein, die den Mars passiert.
- 1966: Unter der Tarnbezeichnung Kosmos 133 wird von der Sowjetunion das noch unbemannte Sojus-Raumschiff zu einem Testflug gestartet. Technische Probleme führen in der Folge zu einem Misserfolg des Tests.
- 1967: Auf der Suche nach Radioquellen im Universum entdeckt Jocelyn Bell Burnell den ersten Pulsar, der später als PSR B1919+21 bekannt wird.

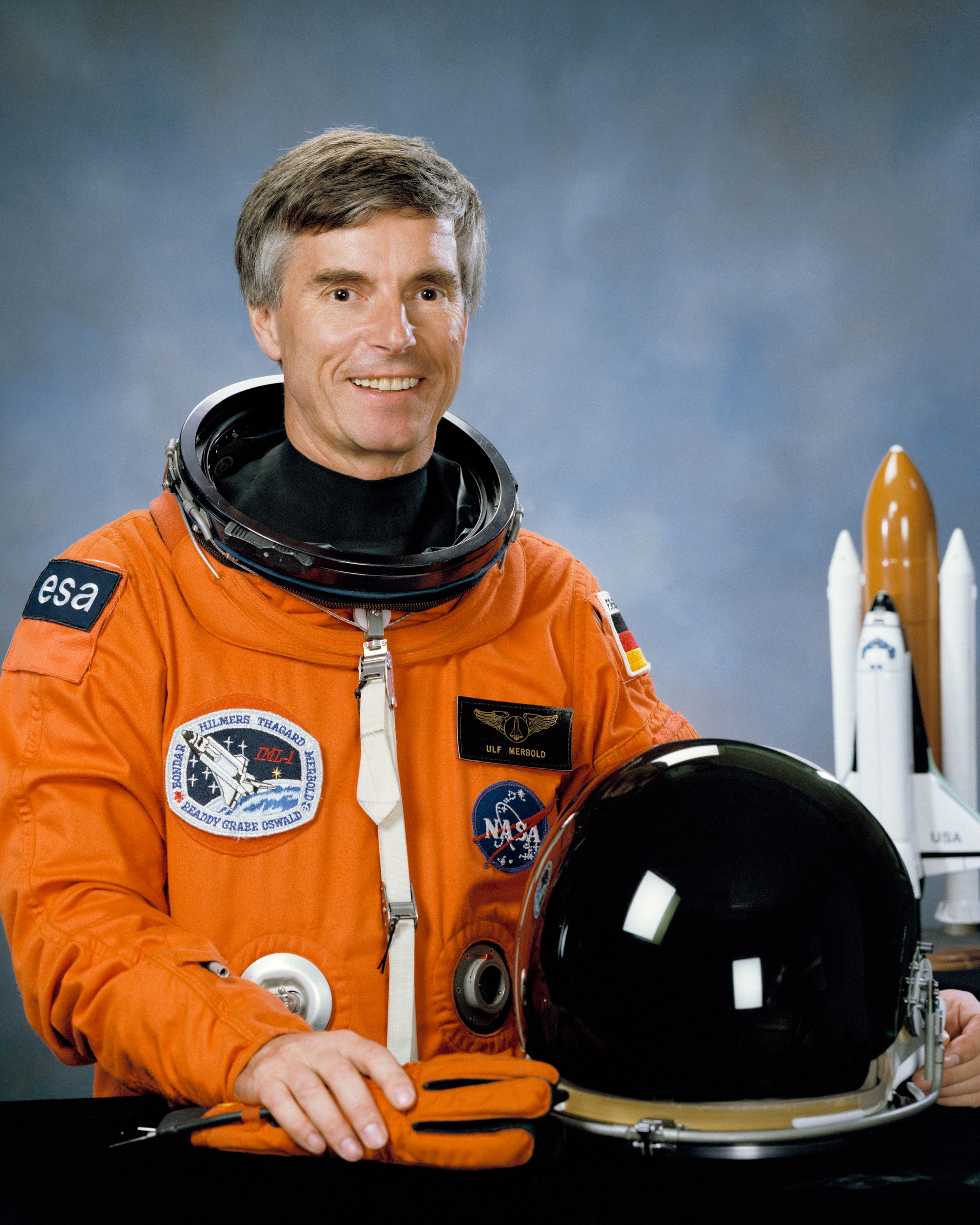
1983: Ulf Merbold

- 1983: Als erster (West-)Deutscher startet Ulf Merbold mit der US-Raumfähre Columbia in den Weltraum. Mit an Bord ist das europäische Weltraumlabor Spacelab unter dem Gesamtkommando von John Young, der als erster Mensch einen sechsten Weltraumflug unternimmt.
- 2000: Im Pechtropfenexperiment, das seit dem Jahr 1927 läuft, fällt der achte Tropfen.

### Kultur
- 1905: Am Theater an der Wien in Wien erfolgt die Uraufführung der Operette Der Rebell von Leo Fall.

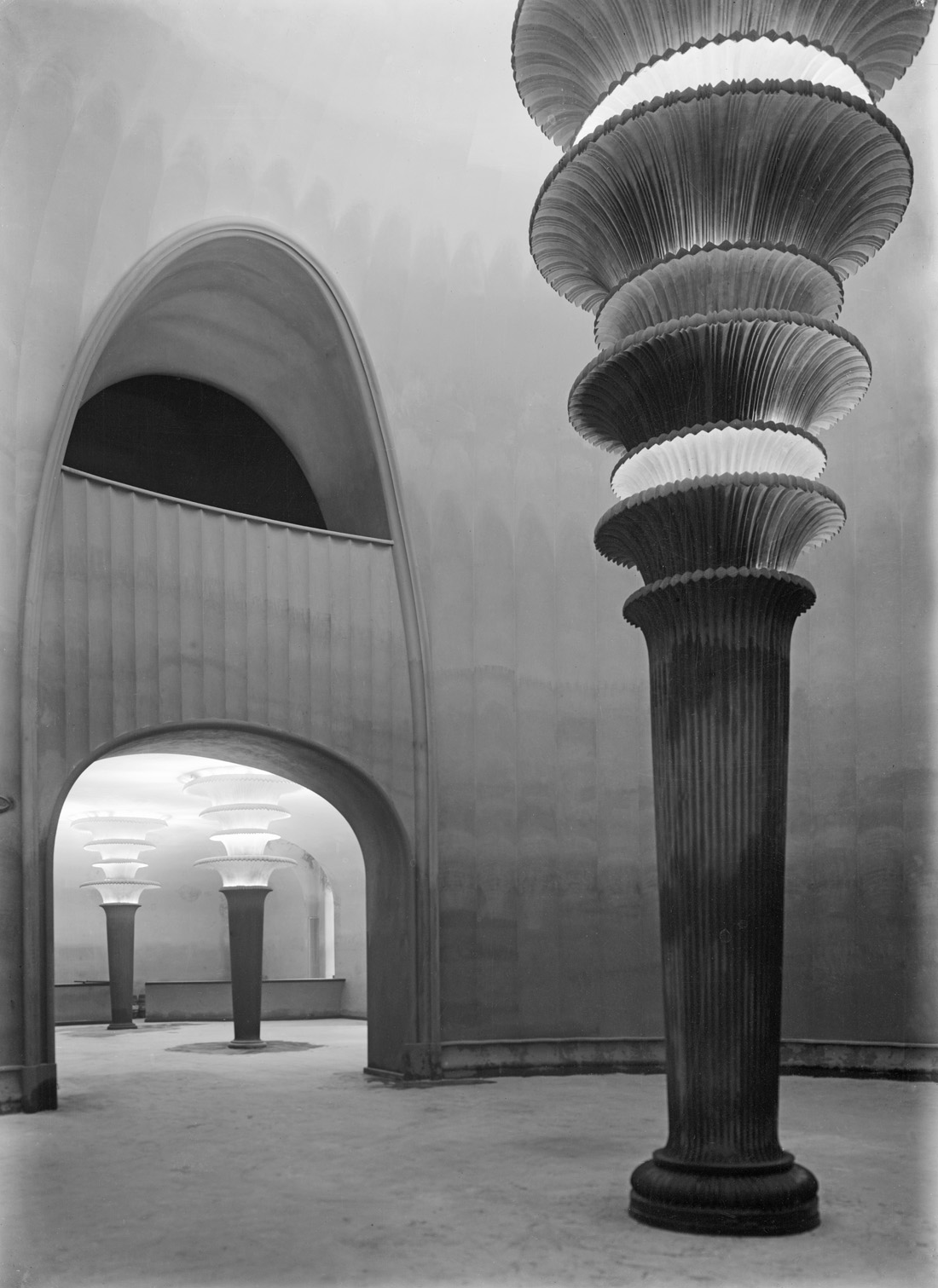
1919: Foyer des Großen Schauspielhauses

- 1919: Das Große Schauspielhaus in Berlin wird mit einer Aufführung der Orestie von Aischylos in der Bearbeitung von Karl Gustav Vollmoeller eröffnet.
- 1925: In Nashville strahlt die Radiostation WSM zum ersten Mal die Barn Dance Show aus. Die später als Grand Ole Opry bekanntgewordene Country-Sendung ist heute die älteste noch existierende amerikanische Radio-Musiksendung.
- 1983: An der Grand Opéra Paris findet die Uraufführung der Oper Saint François d’Assise von Olivier Messiaen statt.

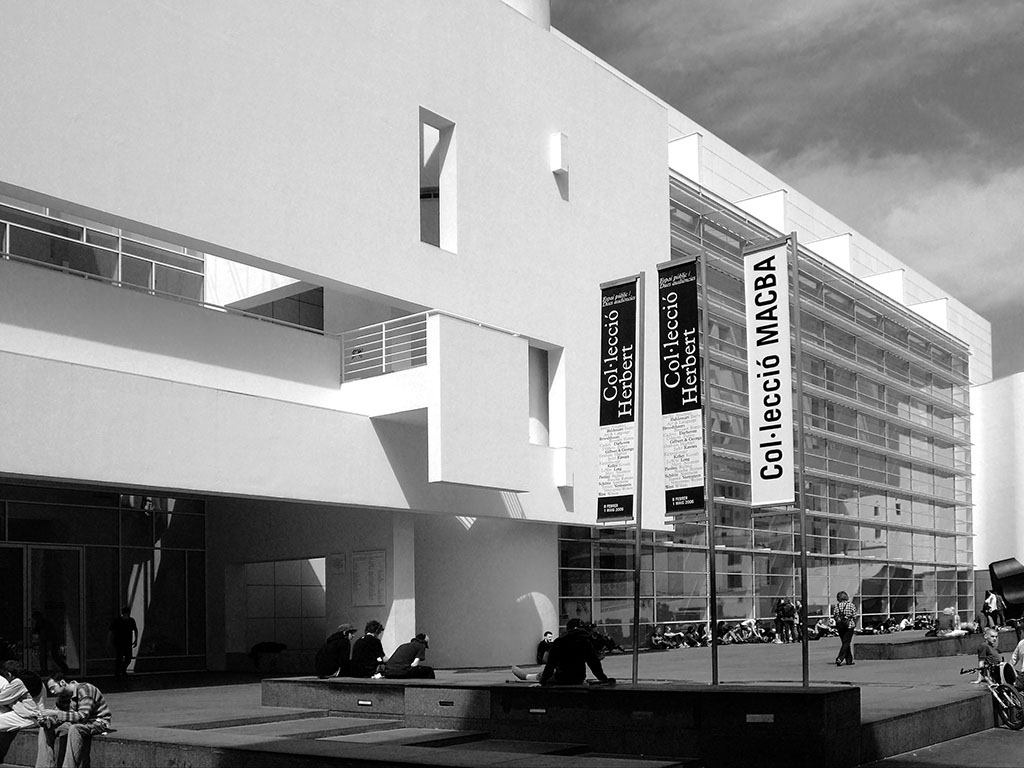
1995: MACBA

- 1995: In Barcelona wird das vom US-amerikanischen Architekten Richard Meier entworfene Museu d’Art Contemporani de Barcelona (MACBA) eröffnet, eine Sammlung zeitgenössischer Kunst.
- 2012: Die Beta-Version der Deutschen Digitalen Bibliothek wird für die Allgemeinheit freigeschaltet.

### Katastrophen

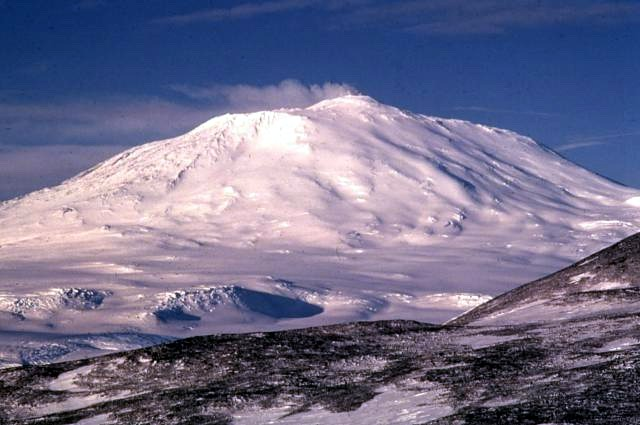
1979: Mount Erebus

- 1979: Eine neuseeländische McDonnell Douglas DC-10 der Air-New-Zealand auf einem Rundflug über die Antarktis prallt gegen den Mount Erebus. Alle 257 Menschen an Bord sterben. Damit endet die Ära der kommerziellen Touristenflüge über den Kontinent.
- 1987: Auf dem South-African-Airways-Flug 295 bricht ein Feuer an Bord einer Boeing 747 aus. Das Flugzeug stürzt nahe Mauritius in den Indischen Ozean. Alle 159 Insassen kommen ums Leben. Die Brandursache bleibt ungeklärt und ist Gegenstand verschiedener Verschwörungstheorien.
- 2004: Bei einem Grubenunglück in der Volksrepublik China werden in der Chenjiashan-Grube nahe Tongchuan in der Provinz Shaanxi 166 Bergleute ohne Hoffnung auf Rettung eingeschlossen.

Kleinere Unglücksfälle sind in den Unterartikeln von Katastrophe und in der Liste von Katastrophen aufgeführt.

### Natur und Umwelt
- 1986: In der Republik China (Taiwan) wird der Taroko-Nationalpark eingerichtet.

### Sport
- 1895: Das erste Autorennen der USA findet in Illinois statt und geht über 54 Meilen von Chicago bis Evanston.
- 2004: Stephen Maguire gewinnt das Snooker-Finale der Travis Perkins UK Championship in York gegen David Gray mit 10:1.

Einträge von Leichtathletik-Weltrekorden befinden sich unter der jeweiligen Disziplin unter Leichtathletik.

## Geboren

### Vor dem 18. Jahrhundert

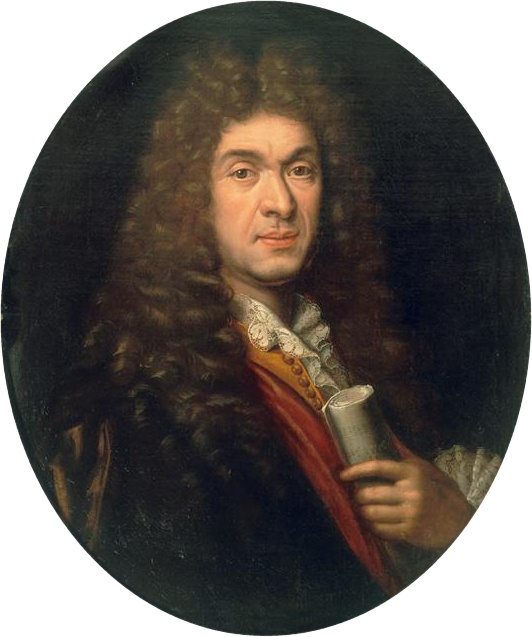
Jean-Baptiste Lully (* 1632)

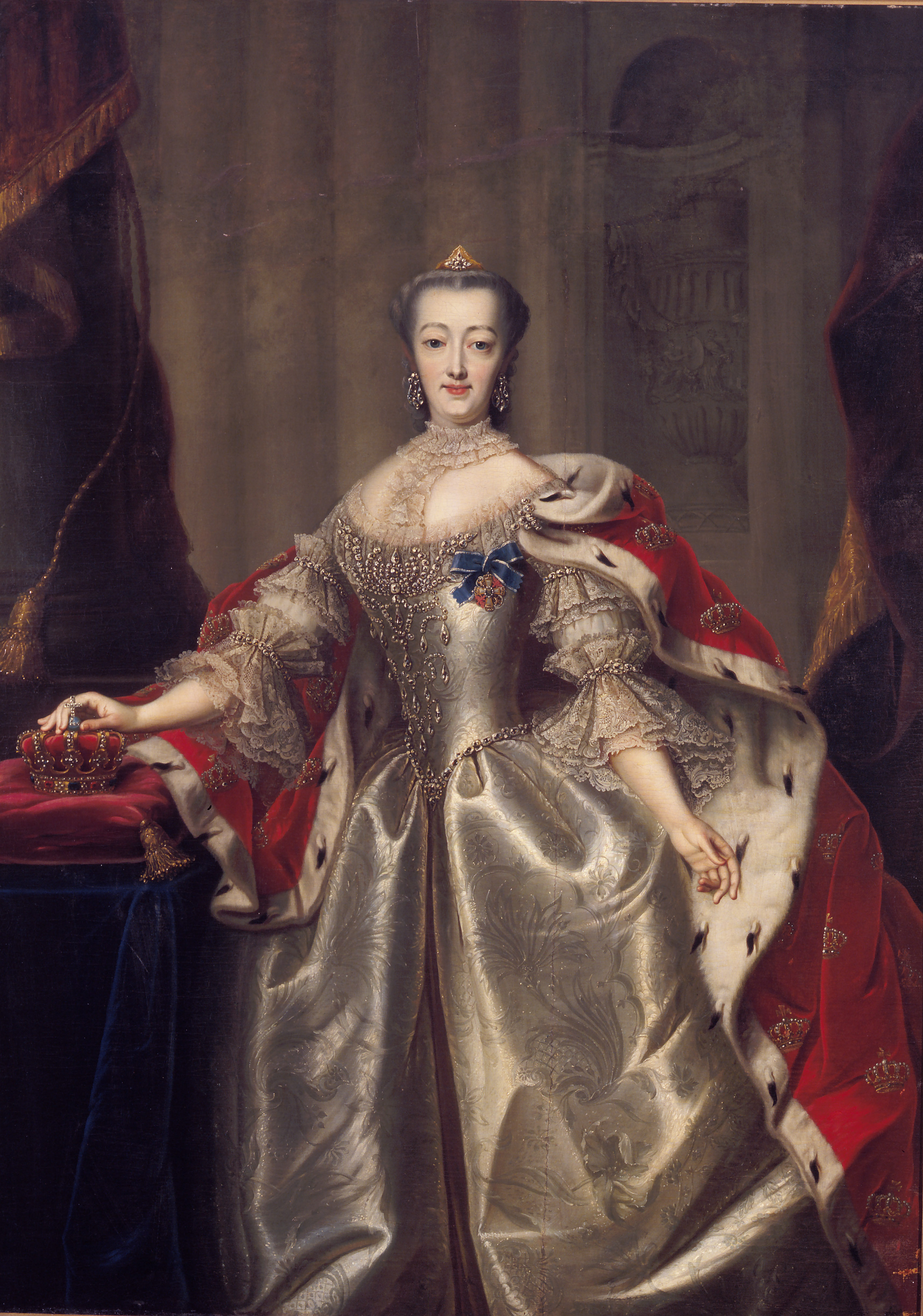
Sophie Magdalene von Brandenburg-Kulmbach (* 1700)

- 1118: Manuel I., byzantinischer Kaiser
- 1464: Caspar Adelmann von Adelmannsfelden, deutscher Humanist und Kanoniker
- 1489: Margaret Tudor, Königin von Schottland
- 1556: Francesco Contarini, 95. Doge von Venedig
- 1560: Baltasar von Marradas, spanischer Adliger, Malteserritter, kaiserlicher Feldmarschall, Statthalter in Böhmen
- 1563: Hosokawa Tadaoki, japanischer Fürst
- 1592: Huang Taiji, Kaiser von China
- 1598: Paul Rotenburger, in Salzburg und Kärnten wirkender Orgelbauer
- 1607: Francesco Maria Sforza Pallavicino, italienischer Theologe und Kardinal, Beichtvater von Papst Alexander VII.
- 1628: John Bunyan, englischer Schriftsteller
- 1630: Sigismund Franz, Landesfürst von Tirol
- 1632: Jean-Baptiste Lully, italienisch-französischer Komponist
- 1634: Marie Luise von Degenfeld, Raugräfin zu Pfalz
- 1660: Maria Anna von Bayern, Schwiegertochter Ludwigs XIV.
- 1661: Dorothea Charlotte von Brandenburg-Ansbach, Landgräfin von Hessen-Darmstadt
- 1661: Edward Hyde, 3. Earl of Clarendon, englischer Politiker und Kolonialverwalter, Gouverneur von New York und New Jersey
- 1666: Magnus Berg, norwegischer Maler und Elfenbeinschnitzer
- 1681: Jean Cavalier, französischer Offizier, Heerführer der Kamisarden, Gouverneur von Jersey
- 1687: Erdmann Rudolf Fischer, deutscher Theologe
- 1690: Carlo Lodoli, italienischer Architekturtheoretiker, Priester, Mathematiker und Lehrer
- 1693: Johann Gottfried Lessing, deutscher Theologe
- 1700: Sophie Magdalene von Brandenburg-Kulmbach, Königin von Dänemark

### 18. Jahrhundert

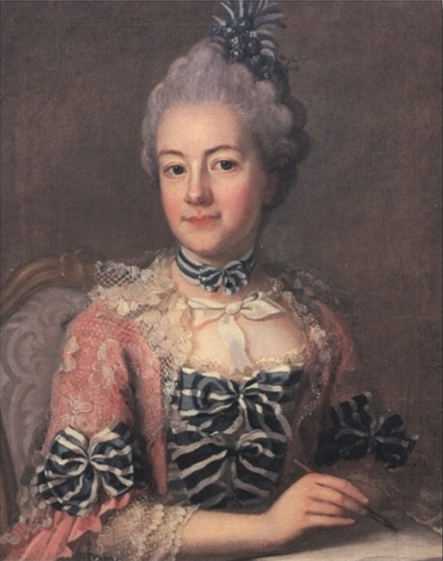
Hedvig Charlotta Nordenflycht (* 1718)

- 1718: Hedvig Charlotta Nordenflycht, schwedische Dichterin
- 1728: Ernst Julius Marx, deutscher Orgelbauer
- 1732: Friedrich Ludwig Aster, kursächsischer Offizier
- 1738: Eberhard Christian Bacmeister, preußischer Jurist und Beamter
- 1742: Johann Heinrich Tischbein der Jüngere, deutscher Maler und Kupferstecher
- 1747: Franz Andreas Holly, böhmischer Komponist
- 1757: William Blake, britischer Dichter
- 1766: Heinrich Friedrich Pfannkuche, deutscher Theologe und Altphilologe
- 1771: Christian Friedrich Bernhard Augustin, deutscher Theologe, Schriftsteller und Historiker
- 1772: Gottfried Hermann, deutscher Altphilologe
- 1773: Johann von Wessenberg, österreichischer Diplomat und Staatsmann, Minister, Ministerpräsident
- 1774: Friedrich IV., Herzog von Sachsen-Gotha-Altenburg
- 1776: Auguste Friederike, Prinzessin von Hessen-Homburg, Erbgroßherzogin von Mecklenburg-Schwerin
- 1776: Andreas Buchner, deutscher Historiker und Theologe
- 1777: August Kestner, deutscher Jurist, Diplomat, Archäologe, Zeichner und Kunstsammler
- 1784: Ferdinand Ries, deutscher Klavierspieler und Komponist
- 1793: Carl Jonas Love Almqvist, schwedischer Dichter

### 19. Jahrhundert

#### 1801–1850
- 1802: Johann Peter Romang, Schweizer Geistlicher, Theologe und Hochschullehrer
- 1805: Cäsar Albano Kletke, deutscher Pädagoge
- 1810: William Froude, englischer Schiffbauingenieur
- 1811: Maximilian II., König von Bayern
- 1812: Ludvig Mathias Lindeman, norwegischer Komponist
- 1814: Adolph Godeffroy, deutscher Kaufmann, Mitbegründer der Hapag
- 1817: Wolrad Kreusler, deutscher Arzt und Dichter
- 1820: Lawrence O’Bryan Branch, US-amerikanischer Politiker

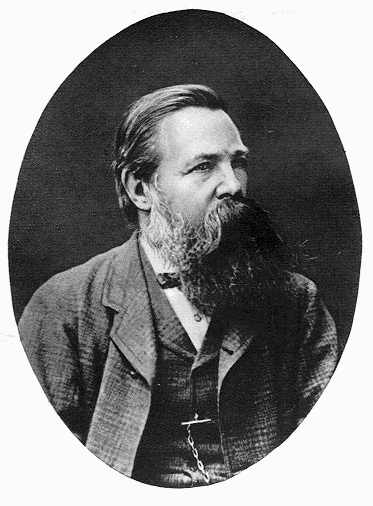
Friedrich Engels (* 1820)

- 1820: Friedrich Engels, deutscher Philosoph, Gesellschaftstheoretiker, Historiker, Journalist und Revolutionär
- 1822: George E. Pugh, US-amerikanischer Jurist und Politiker, Attorney General von Ohio, Senator
- 1825: Heinrich Auer, deutscher Industrieller
- 1829: Anton Rubinstein, russischer Komponist, Pianist und Dirigent
- 1834: Heinrich von Attems-Petzenstein, österreichischer Offizier und Pomologe
- 1834: Otto von Kühlmann, deutscher Advokat und Politiker sowie Generaldirektor der Anatolischen Eisenbahn
- 1839: Crescente Errázuriz Valdivieso, chilenischer Geistlicher, Kirchenhistoriker und -rechtler, Erzbischof von Santiago de Chile
- 1841: Chrétien Waydelich, französischer Krocketspieler
- 1843: Émile Bernard, französischer Organist und Komponist
- 1843: Manuel Gregorio Tavárez, puerto-ricanischer Komponist, Pianist und Musikpädagoge
- 1850: Henry Cullen Adams, US-amerikanischer Politiker, Mitglied des Repräsentantenhauses
- 1850: Robert Koehler, deutschamerikanischer Maler

#### 1851–1900

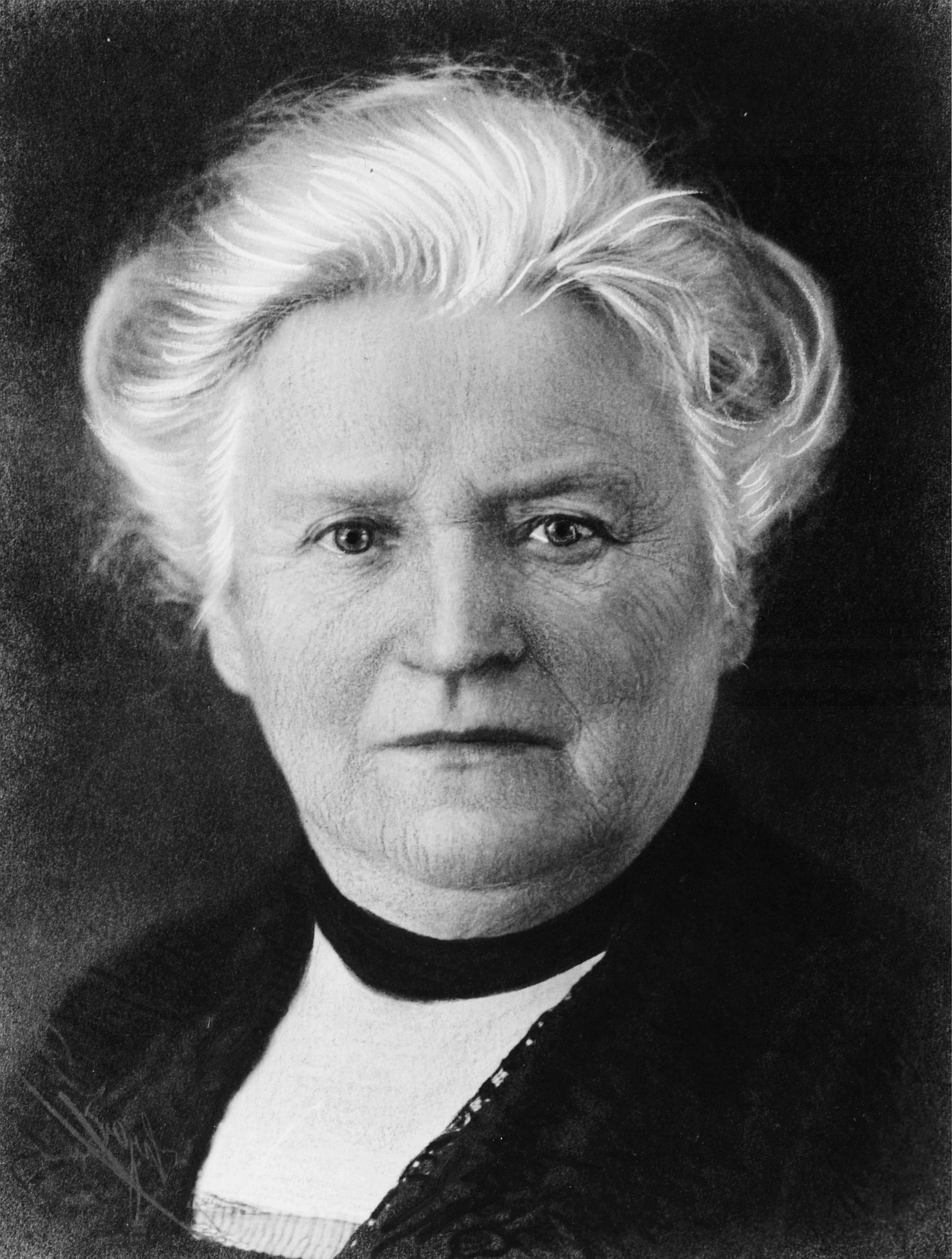
Verena Conzett-Knecht (* 1861)

- 1851: Albert Grey, 4. Earl Grey, britischer Politiker und Staatsmann, Generalgouverneur von Kanada
- 1852: Josef Huber, österreichischer Landwirt und Politiker
- 1852: Helena Stollenwerk, deutsche Ordensgründerin, Mitbegründerin der Steyler Missionsschwestern
- 1856: Belisario Porras Barahona, panamaischer Journalist und Politiker, Staatspräsident
- 1857: Alfons XII., König von Spanien
- 1861: Verena Conzett-Knecht, Schweizer Gewerkschafterin und Frauenrechtlerin
- 1862: Henry McMahon, britischer Soldat und Diplomat
- 1863: Nicolae Gropeanu, rumänischer Maler
- 1865: Hans Aronson, deutscher Kinderarzt und Bakteriologe
- 1866: Siegfried Passarge, deutscher Geograph
- 1867: James Richard Atkin, britischer Jurist, Lordrichter
- 1867: Felix Mader, deutscher Geistlicher, Kunsthistoriker und Denkmalpfleger
- 1874: Hans Sachs, deutscher Politiker, MdR
- 1876: im Else Fisch, deutsche liberale Politikerin
- 1876: Valentin Faltlhauser, deutscher Psychiater, Beteiligter an Euthanasieverbrechen
- 1880: Alexander Blok, russischer Lyriker
- 1881: Stefan Zweig, österreichischer Schriftsteller
- 1881: Cecil Healy, australischer Schwimmer
- 1881: Xaver Henselmann, deutscher Architekt
- 1884: Anton Lens, niederländischer Fußballspieler
- 1887: Levi Spear Burridge, US-amerikanischer Zahnarzt

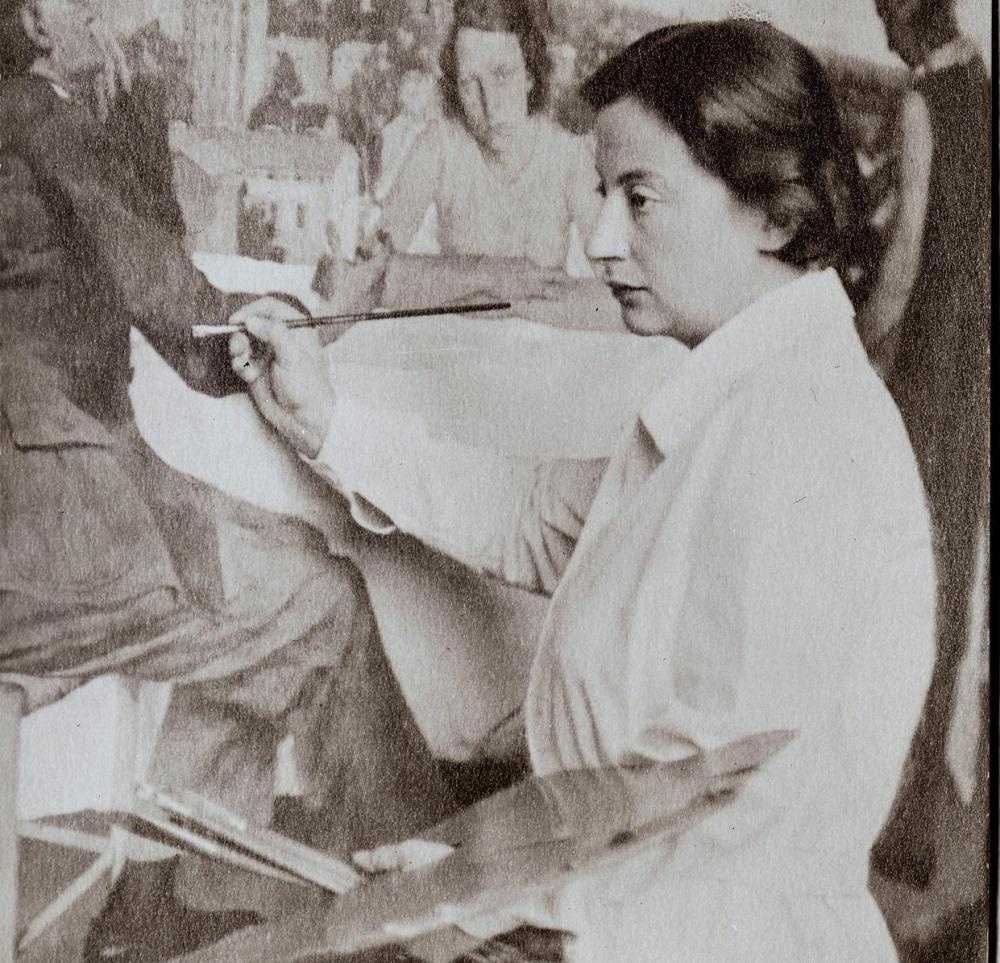
Lotte Laserstein (* 1898)

- 1887: Ernst Röhm, deutscher Offizier und Politiker, SA-Führer, MdR, Reichsminister
- 1888: Joseph Crickx, belgischer Ruderer
- 1891: Jane Beß, deutsche Drehbuchautorin, Holocaustopfer
- 1891: Richard Muckermann, deutscher Politiker, MdL, MdB
- 1894: Brooks Atkinson, US-amerikanischer Theaterkritiker
- 1895: Roger Camuzet, französischer Motorrad- und Automobilrennfahrer sowie Kommunalpolitiker
- 1895: José Iturbi, spanischer Dirigent, Komponist und Pianist, Musikpädagoge und Schauspieler
- 1895: Franz Schacherl, österreichischer Architekt
- 1896: Leonid Andrussow, deutscher Chemieingenieur
- 1896: Józef Koffler, österreichisch-polnischer Komponist, Musikpädagoge und -journalist
- 1898: Lotte Laserstein, deutsch-schwedische Malerin
- 1900: Heinz Battke, deutscher Maler

### 20. Jahrhundert

#### 1901–1925

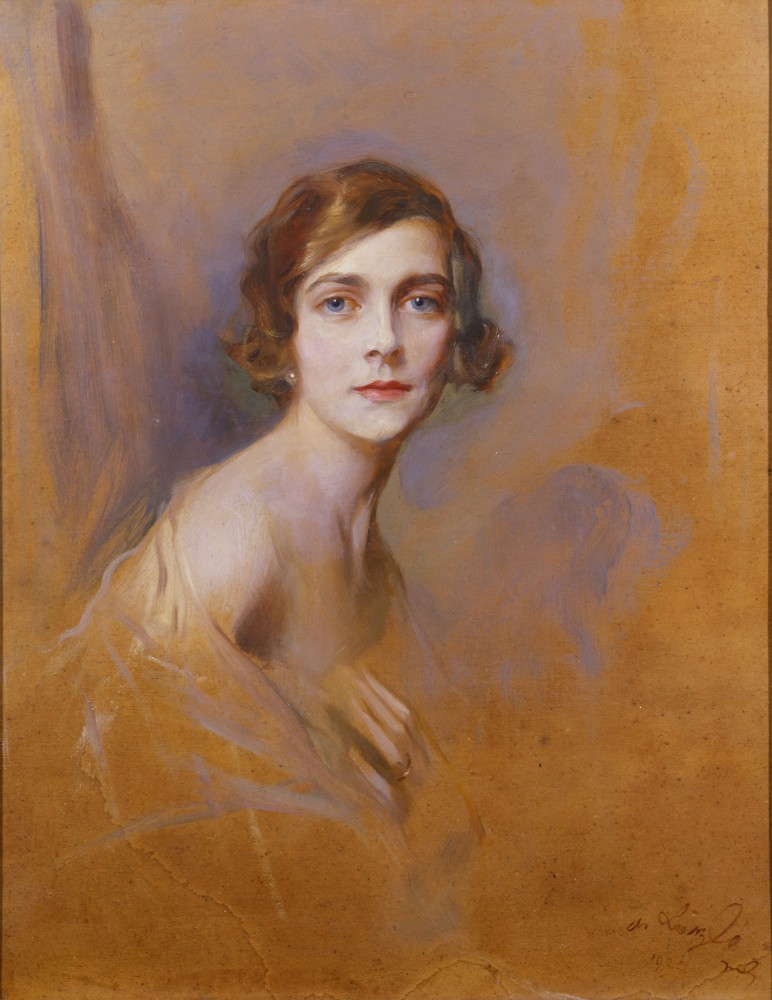
Edwina Mountbatten (* 1901)

- 1901: Edwina Mountbatten, Countess Mountbatten of Burma, Ehefrau des letzten Vizekönigs von Indien
- 1901: Walter Havighurst, US-amerikanischer Schriftsteller und Historiker
- 1901: Karl Kurzmayer, österreichischer Kameramann
- 1902: Henry Jolles, deutscher Pianist und Komponist
- 1902: Hartwig Sievers, deutscher Schauspieler und Hörspielsprecher
- 1903: Klara Kaus, Gerechte unter den Völkern
- 1903: Theo Wambeke, belgischer Ruderer
- 1904: Marcel Foucret, französischer Automobilrennfahrer
- 1907: Alberto Moravia, italienischer Schriftsteller
- 1908: Erich von Holst, deutscher Verhaltensphysiologe

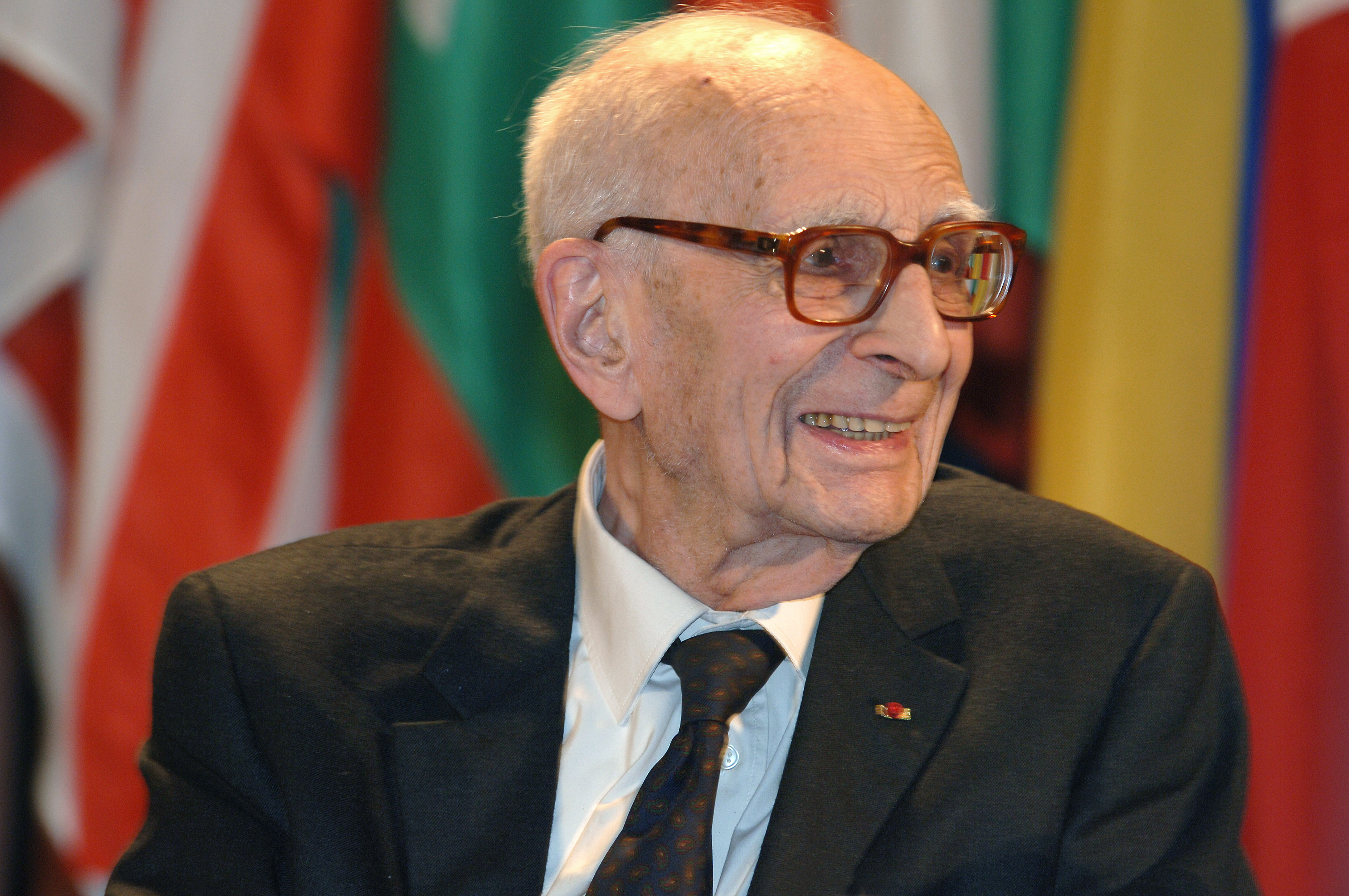
Claude Lévi-Strauss (* 1908)

- 1908: Claude Lévi-Strauss, französischer Ethnologe
- 1908: Kamma Svensson, dänische Malerin, Grafikerin und Illustratorin
- 1909: Aleksandar Ranković, jugoslawischer Parteifunktionär und Politiker, Chef der Geheimpolizei, Innenminister, Vizepräsident
- 1910: Heinz Hoffmann, deutscher General und Politiker, Mitglied der Volkskammer und des Politbüros des ZK der SED, Verteidigungsminister der DDR
- 1912: Heinz Galinski, deutsch-jüdischer KZ-Überlebender, Präsident des Zentralrates der Juden in Deutschland
- 1912: Leiva Petersen, deutsche Verlegerin und Altphilologin
- 1913: Hubert Mayr, österreichischer Sozialist und Widerstandskämpfer
- 1914: Herbert Scheibe, deutscher General und Parteifunktionär, Chef des Kommandos LSK/LV der NVA, Mitglied des ZK der SED
- 1915: Konstantin Michailowitsch Simonow, sowjetischer Schriftsteller, Lyriker und Kriegsberichterstatter
- 1918: Doris Shadbolt, kanadische Kunsthistorikerin
- 1920: Cecilia Colledge, britische Eiskunstläuferin
- 1921: Heinz Draehn, deutscher Entertainer und Kabarettist
- 1922: Lode Anthonis, belgischer Radrennfahrer
- 1922: Pinchas Lapide, deutscher Theologe und Religionswissenschaftler
- 1923: Gloria Grahame, US-amerikanische Schauspielerin
- 1925: József Bozsik, ungarischer Fußballspieler und -trainer

#### 1926–1950

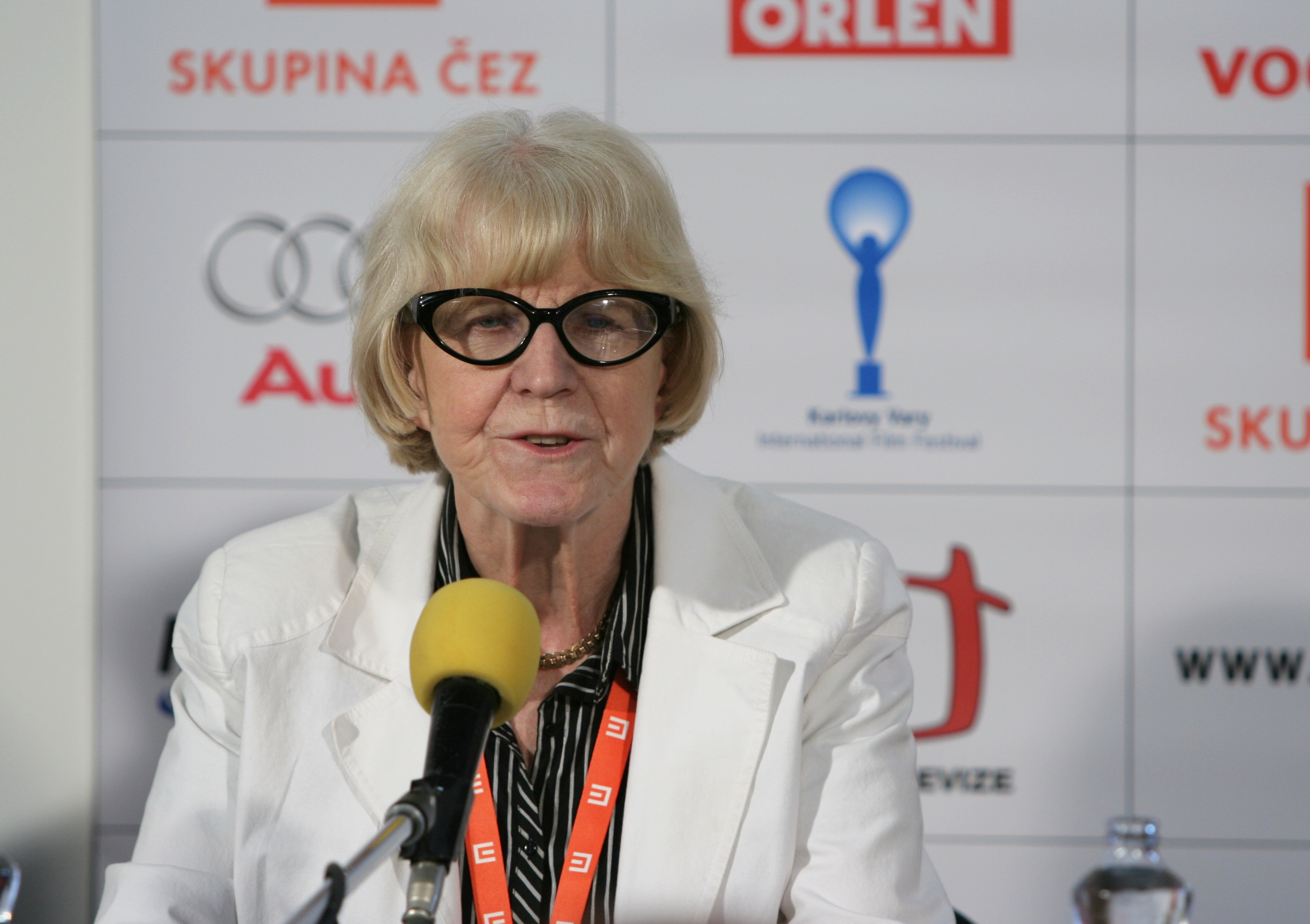
Eva Zaoralová (* 1932)

- 1926: Max Gassner, liechtensteinischer Skirennläufer
- 1926: Lawrence Turman, US-amerikanischer Film- und Fernsehproduzent
- 1927: Abdul Halim Mu’adzam Shah, malaysischer Adeliger, Sultan von Kedah, Yang di-Pertuan Agong von Malaysia
- 1927: Paulino Fernandes Madeca, angolanischer Geistlicher, Bischof von Cabinda
- 1928: David Mostyn, britischer Offizier, Kommandant des Britischen Sektors von Berlin
- 1928: Dariush Safvat, iranischer Setār- und Santurspieler und Musikwissenschaftler
- 1929: Juan Caviglia, argentinischer Turner
- 1929: Berry Gordy Jr., US-amerikanischer Musikproduzent und Unternehmer
- 1929: Kuniko Mukōda, japanische Schriftstellerin
- 1930: Mikuláš Athanasov, tschechoslowakischer Ringer
- 1930: Alfred Gilgen, Schweizer Politiker
- 1931: Joan Guinjoan i Gispert, spanischer Komponist und Pianist
- 1931: Tomi Ungerer, französischer Zeichner
- 1932: Eva Zaoralová, tschechische Filmkritikerin
- 1934: Gato Barbieri, argentinischer Jazzmusiker und Filmkomponist
- 1934: Karlheinz Barck, deutscher Romanist
- 1934: Carlos Fariñas, kubanischer Komponist
- 1935: Urs Bitterli, Schweizer Historiker
- 1936: Horst Hilpert, deutscher Jurist, Präsident des Saarländischen Verfassungsgerichtshofes, Vorsitzender des DFB-Kontrollausschusses

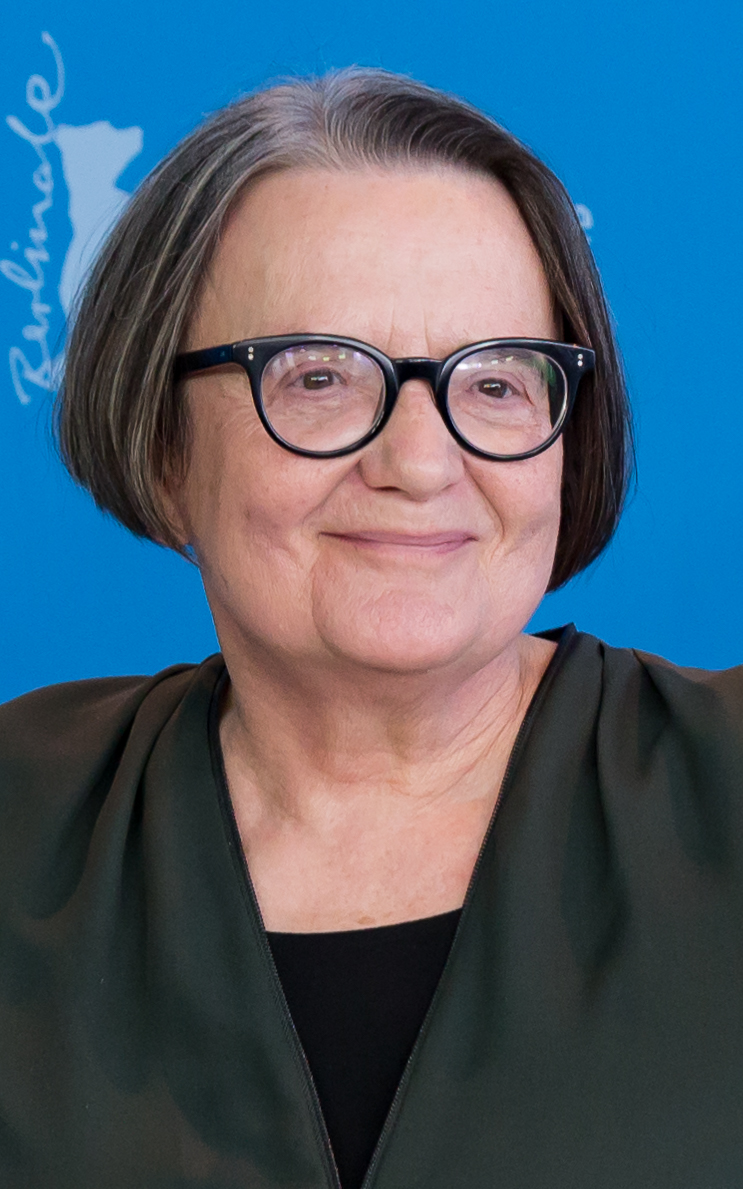
Agnieszka Holland (* 1948)

- 1939: Michael Arends, deutscher Musikverleger und Politiker
- 1940: Bruce Channel, US-amerikanischer Sänger und Songschreiber
- 1940: Kees Olthuis, niederländischer Fagottist, Pianist und Komponist
- 1941: Laura Antonelli, italienische Schauspielerin
- 1941: Hermann Strasser, österreichischer Soziologe und Publizist
- 1941: Jesper Thilo, dänischer Jazzsaxophonist und -flötist
- 1942: Claude Haldi, Schweizer Automobilrennfahrer
- 1943: R. B. Greaves, US-amerikanischer Sänger und Songwriter
- 1943: Randy Newman, US-amerikanischer Musiker und Liedtexter
- 1943: Massimo Tamburini, italienischer Motorrad-Designer
- 1944: Rita Mae Brown, US-amerikanische Schriftstellerin
- 1944: Joachim Kuntzsch, deutscher Komponist, Pianist und Sänger
- 1945: John Hargreaves, australischer Schauspieler
- 1945: Georg Volkert, deutscher Fußballspieler
- 1946: Joe Dante, US-amerikanischer Drehbuchautor
- 1948: Beeb Birtles, niederländisch-australischer Musiker
- 1948: Agnieszka Holland, polnische Regisseurin
- 1948: Mariana Nicolesco, rumänische Opernsängerin (Sopran)
- 1949: Alexander Borissowitsch Godunow, russischer Tänzer
- 1949: Victor Ostrovsky, israelisch-US-amerikanischer Geheimdienstagent und Schriftsteller
- 1949: Ernest Kaltenegger, österreichischer Politiker, LAbg
- 1949: Gianluigi Stanga, italienischer Radsport-Manager
- 1950: Emanuel Ammon, Schweizer Fotograf
- 1950: Andreas Baingo, deutscher Fußballspieler, Sportjournalist und Buchautor
- 1950: Hans Fassnacht, deutscher Schwimmer
- 1950: Ed Harris, US-amerikanischer Schauspieler, Drehbuchautor und Regisseur
- 1950: Russell Hulse, US-amerikanischer Physiker, Nobelpreisträger
- 1950: Rolf Karwecki, deutscher Politiker, MdL
- 1950: Andrä Wolter, deutscher Erziehungswissenschaftler

#### 1951–1975
- 1951: Therese Affolter, Schweizer Schauspielerin
- 1952: Pat Cox, irischer Politiker, MdEP, Präsident des Europäischen Parlaments
- 1952: S. Epatha Merkerson, US-amerikanische Schauspielerin
- 1953: Michael Chertoff, US-amerikanischer Jurist und Politiker, Minister für Innere Sicherheit
- 1953: Alistair Darling, britischer Politiker und Schatzkanzler im Kabinett von Gordon Brown
- 1953: John King, US-amerikanischer Komponist, Gitarrist und Bratschist
- 1953: Ewald Lienen, deutscher Fußballspieler und -trainer
- 1953: Gordon Marsden, britischer Politiker
- 1953: Nadija Olisarenko, sowjetisch-ukrainische Mittelstreckenläuferin
- 1954: Barbara Grabowska, polnische Schauspielerin
- 1954: Marc Haeberlin, französischer Koch
- 1954: Axel Heilhecker, deutscher Gitarrist, Komponist, Produzent und Sänger
- 1954: Wilfried Schmickler, deutscher Kabarettist
- 1955: Alessandro Altobelli, italienischer Fußballspieler
- 1955: Michel Amathieu, französischer Kameramann
- 1955: Adem Jashari, kosovo-albanischer Paramilitär, Mitbegründer der UÇK

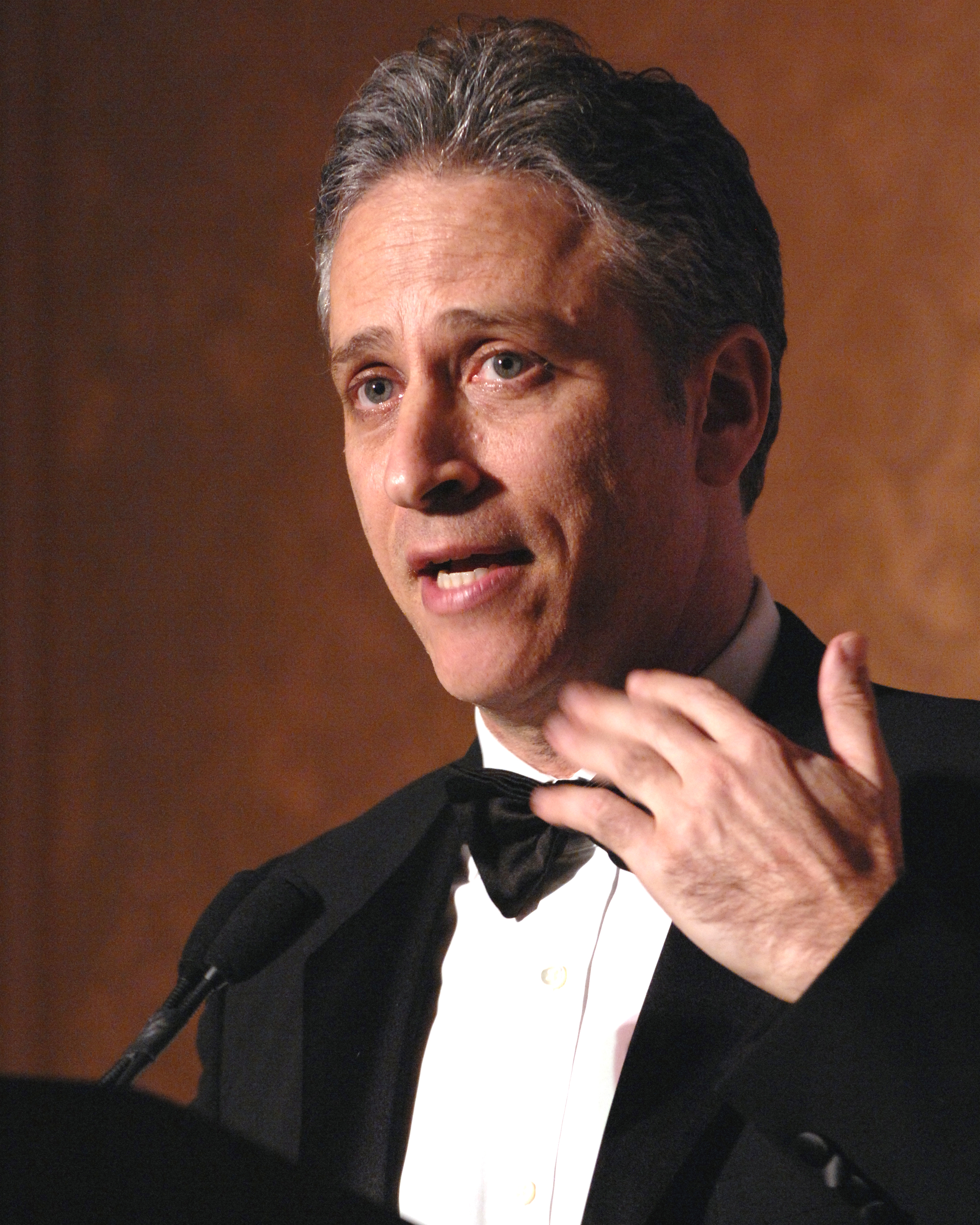
Jon Stewart (* 1962)

Susanne Eisenmann (* 1964)

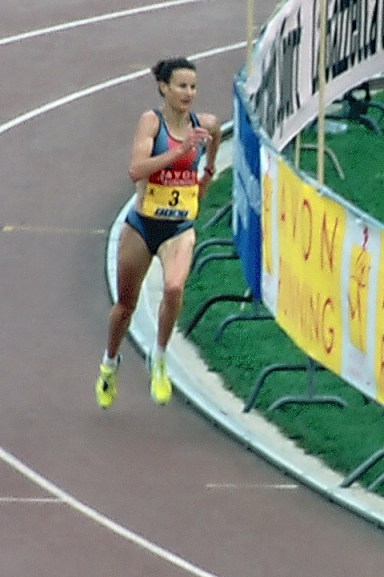
Sonia O’Sullivan (* 1969)

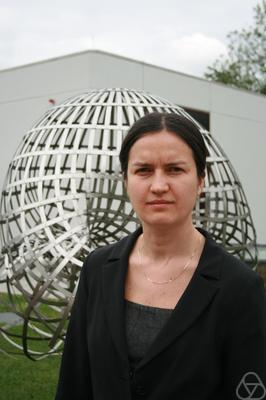
Goulnara Arzhantseva (* 1973)

- 1956: Charlie Kohlhase, US-amerikanischer Jazzsaxophonist
- 1956: Marie Mathieu, puerto-ricanische Leichtathletin
- 1956: Bernd Scholl, deutscher Komponist und Musiker
- 1957: Röbi Koller, Schweizer Radio- und Fernsehmoderator
- 1957: Bart van der Putten, niederländischer Jazzsaxophonist und -klarinettist
- 1958: Kriss Akabusi, britischer Leichtathlet
- 1958: Hideki Okada, japanischer Automobilrennfahrer
- 1958: Michael Ophelders, deutscher Schauspieler, Hörspielsprecher, Musicaldarsteller und Theaterregisseur
- 1958: Urs Räber, Schweizer Skirennfahrer
- 1959: Miki Matsubara, japanische Sängerin, Liedtexterin und Komponistin
- 1959: Stephen Roche, irischer Radrennfahrer, Tour-de-France-Sieger
- 1960: John Galliano, spanisch-englischer Modedesigner (Dior)
- 1960: Antoinette Hunziker, Schweizer Unternehmerin und Bankfachfrau
- 1960: Peter Kreutz, deutscher Pianist
- 1961: Krzysztof Bąkowski, polnischer Geiger
- 1961: Martin Clunes, britischer Schauspieler
- 1961: Alfonso Cuarón, mexikanischer Regisseur und Produzent
- 1961: Jonathan Mostow, US-amerikanischer Regisseur und Produzent
- 1962: Andreas Behm, deutscher Gewichtheber
- 1962: Matt Cameron, US-amerikanischer Musiker
- 1962: Hubert Schirneck, deutscher Schriftsteller
- 1962: Jane Sibbett, US-amerikanische Schauspielerin
- 1962: Jon Stewart, US-amerikanischer Komiker
- 1964: Armin Bittner, deutscher Skirennläufer
- 1964: Susanne Eisenmann, deutsche Politikerin, Bürgermeisterin von Stuttgart, Landesministerin
- 1964: Sherko Fatah, deutscher Schriftsteller
- 1964: Kai Stührenberg, deutscher Politiker und Bremer Staatsrat
- 1965: Thomas Ahrens, deutscher Artistique-Billardspieler
- 1965: Jürgen Fuchs, deutscher Motorradrennfahrer
- 1966: Dominic Chappell, britischer Unternehmer und Automobilrennfahrer
- 1967: Saeed-Ahmed Saeed, Schachspieler aus den Vereinigten Arabischen Emiraten, Internationaler Meister
- 1967: Anna Nicole Smith, US-amerikanisches Fotomodell und Schauspielerin
- 1968: Stephanie Storp, deutsche Leichtathletin
- 1969: Sonia O’Sullivan, irische Leichtathletin
- 1969: Trace Worthington, US-amerikanischer Freestyle-Skier
- 1971: Carlos Slusher, belizischer Fußballspieler
- 1972: Lei Liang, chinesisch-amerikanischer Komponist, Pianist, Musikwissenschaftler und Musikpädagoge
- 1972: Paulo José Lopes Figueiredo, angolanischer Fußballspieler
- 1972: Natalja Igorewna Orechowa, russische Freestyle-Skierin
- 1972: Stefan Roos, Schweizer Sänger und Komponist
- 1972: Jesper Strömblad, schwedischer Musiker (In Flames)
- 1973: Goulnara Arzhantseva, russische Mathematikerin
- 1973: Stephanie Caspar, deutsche Managerin
- 1973: Arne Hardenberg, dänischer Skirennläufer
- 1973: Jade Puget, US-amerikanischer Gitarrist (AFI)
- 1974: Jan Andres, deutscher Schauspieler
- 1974: Apl.de.ap, US-amerikanischer Rapper
- 1974: Federico Gutiérrez, kolumbianischer Ingenieur und Politiker
- 1974: Sandra Lück, deutsche Tierrechtsaktivistin und Politikerin
- 1975: Iris Antman, israelische Fußballspielerin
- 1975: Alexander von Hagke, deutscher Saxophonist, Klarinettist und Komponist
- 1975: Mike Möllensiep, deutscher Fußballspieler

#### 1976–2000

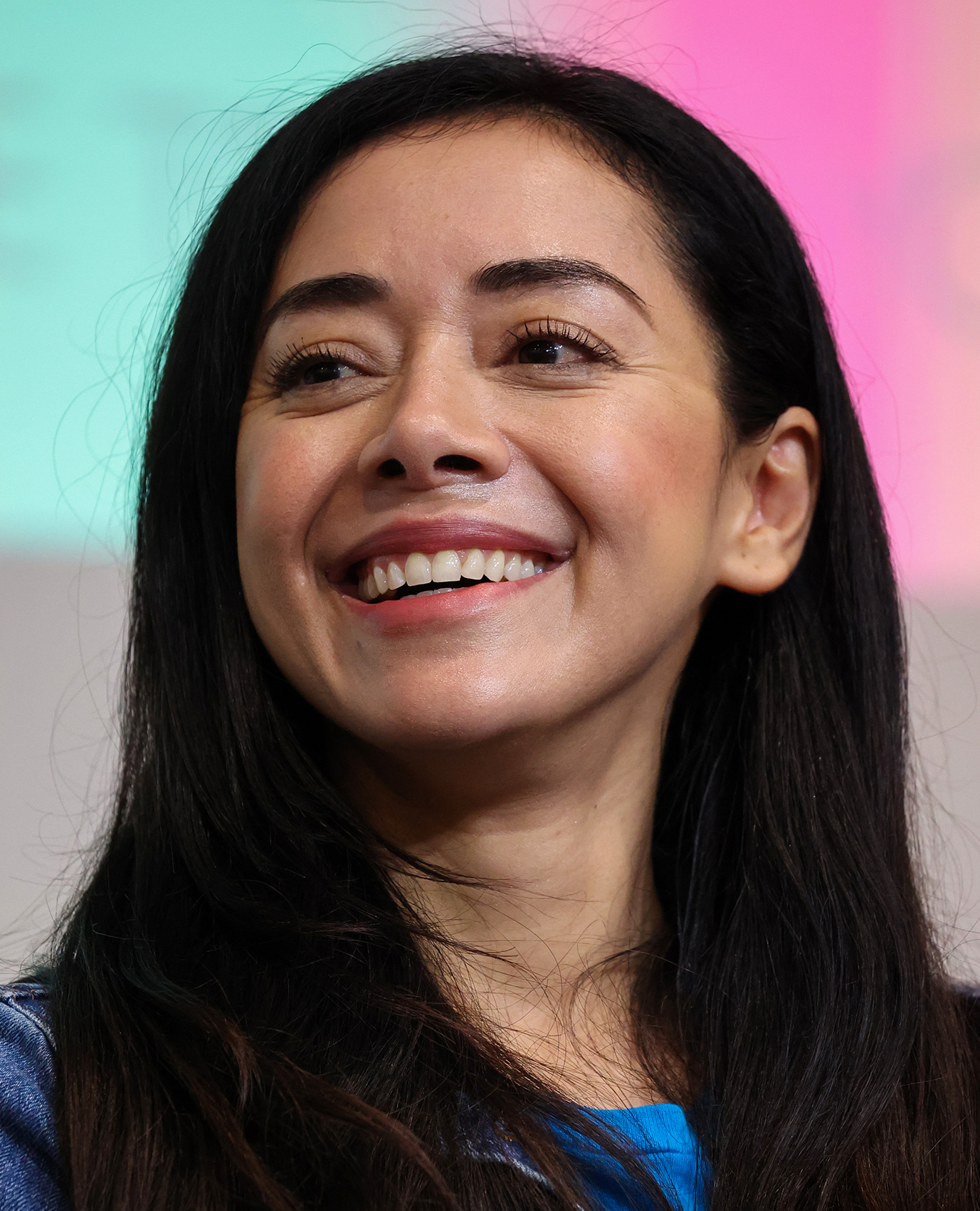
Aimee Garcia (* 1978)

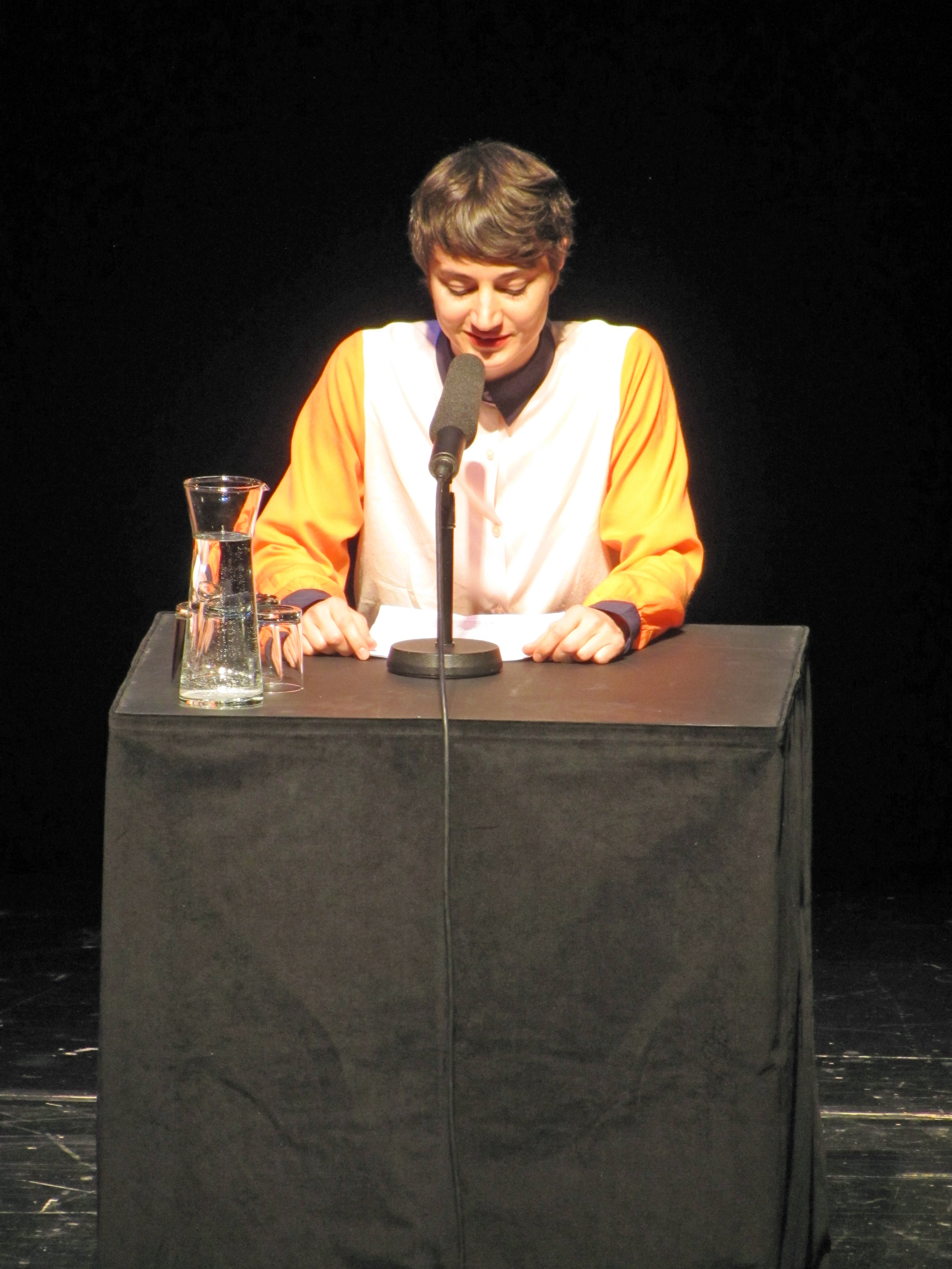
Paula Hans (* 1986)

- 1976: Renate Aichinger, österreichische Schriftstellerin und Theaterregisseurin
- 1977: Markus Ahlf, deutscher Fußballspieler
- 1977: Inés Arrondo, argentinische Hockeyspielerin
- 1977: Fabio Grosso, italienischer Fußballspieler
- 1977: Pellegrino Matarazzo, US-amerikanisch-italienischer Fußballspieler und -trainer
- 1977: Claus von Wagner, deutscher Kabarettist und Autor
- 1978: Siri Hall Arnøy, norwegische Politikerin
- 1978: Aimee Garcia, US-amerikanische Schauspielerin
- 1979: Chamillionaire, US-amerikanischer Rapper
- 1979: Katrin Anne Heß, deutsche Schauspielerin
- 1979: Chen Hong, chinesischer Badmintonspieler
- 1979: Yvonne Magwas, deutsche Politikerin (CDU), Vizepräsidentin des Deutschen Bundestages
- 1980: Adrián Fernández, argentinischer Fußballspieler
- 1980: Christoph Zirngibl, deutscher Komponist
- 1981: Nina Maleika, deutsch-ägyptische Sängerin, Songwrigterin, Schauspielerin und Model
- 1982: Steve Mullings, jamaikanischer Sprinter
- 1983: Alexander Oelze, deutscher Handballspieler und -trainer
- 1983: Édouard Roger-Vasselin, französischer Tennisspieler
- 1983: Nelson Valdez, paraguayischer Fußballspieler
- 1984: NMZS, deutscher Rapper
- 1984: Andrew Bogut, australischer Basketballspieler
- 1984: Marc-André Fleury, kanadischer Eishockeyspieler
- 1984: Trey Songz, US-amerikanischer R&B-Sänger
- 1985: Andreas Arén, schwedischer Skispringer
- 1985: Johannes Klaußner, deutscher Schauspieler
- 1985: Álvaro Pereira, uruguayischer Fußballspieler
- 1986: Benjamin Angoua, ivorischer Fußballspieler
- 1986: Kai Gronauer, deutscher Baseballspieler
- 1986: Paula Hans, deutsche Schauspielerin
- 1986: Edyta Jasińska, polnische Radsportlerin
- 1987: Karen Gillan, schottische Schauspielerin
- 1988: Ritchie De Laet, belgischer Fußballspieler
- 1988: Florian Leitner, österreichischer Fußballspieler
- 1988: Andrei Viorel Tacu, rumänisch-schweizerischer Schauspieler
- 1989: Salma Amani, französisch-marokkanische Fußballspielerin
- 1989: Andhika Anhar, indonesischer Badmintonspieler
- 1990: Dedryck Boyata, belgischer Fußballspieler
- 1990: Gianmarco Raimondo, kanadischer Automobilrennfahrer
- 1990: Bradley Smith, britischer Motorradrennfahrer
- 1990: Tosh Van der Sande, belgischer Radrennfahrer
- 1991: Önder Akdağ, türkischer Fußballspieler
- 1991: Tuğçe Albayrak, deutsche Studentin türkischer Abstammung
- 1991: Pietro Fantin, brasilianischer Automobilrennfahrer
- 1991: Alexander Krieger, deutscher Radrennfahrer
- 1992: Adam Hicks, US-amerikanischer Schauspieler, Rapper und Tänzer
- 1992: Lotte Prak, niederländische Handballspielerin

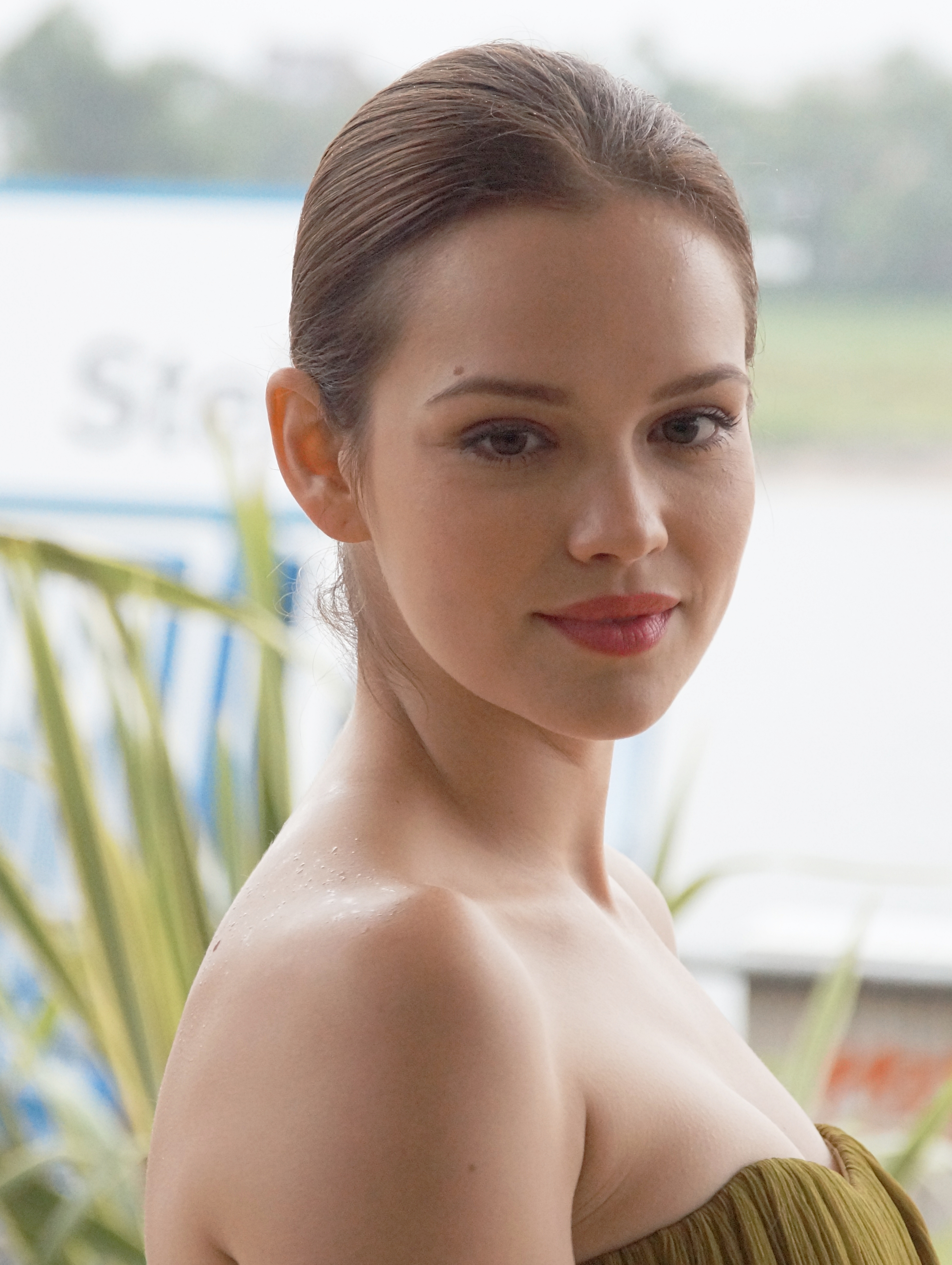
Emilia Schüle (* 1992)

- 1992: Emilia Schüle, deutsche Schauspielerin
- 1994: Adrian R. Gössel, deutscher Schauspieler
- 1996: Mykola Bilyk, österreichischer Handballer
- 1996: Abdelhamid Sabiri, deutsch-marokkanischer Fußballspieler
- 1997: Thor Salden, belgischer Sänger
- 1998: Theo Sillon, französischer Telemarker
- 2000: Lars Kindlimann, Schweizer Skispringer
- 2000: Luca Philipp, deutscher Fußballtorhüter

### 21. Jahrhundert
- 2005: Lennox Lehmann, deutscher Motorradrennfahrer

## Gestorben

### Vor dem 16. Jahrhundert
- 0741: Gregor III., Papst
- 1039: Adalbero von Eppenstein, Markgraf in der Karantanermark, Herzog von Kärnten, Markgraf von Verona
- 1058: Kasimir I. Karl, Herzog von Polen
- 1083: Poppo von Paderborn, Bischof von Paderborn
- 1118: Philippa von Toulouse, Gräfin von Toulouse, Herzogin von Aquitanien
- 1122: Ottokar II., Markgraf der Steiermark
- 1127 oder 1130: Dulcia von Gévaudan, Gräfin von Provence und Barcelona
- 1204: Guigues III., Graf von Forez
- 1231: Waldemar, Herzog von Schleswig und als Mitregent König von Dänemark
- 1290: Eleonore von Kastilien, Königin von England
- 1298: Hartnid von Lichtenstein-Offenberg, Bischof von Gurk
- 1324: Werner von Bolanden, Domherr in Speyer und Mainz
- 1328: Jordan, Bischof von Ermland
- 1347: Heinrich I. von Bülow, Bischof von Schwerin
- 1416: Constance Langley, englische Adelige
- 1456: Johann Tiergart, Bischof von Kurland
- 1487: Han Myung-hoi, koreanischer Politiker, Soldat und Philosoph, Ministerpräsident

### 16. bis 18. Jahrhundert

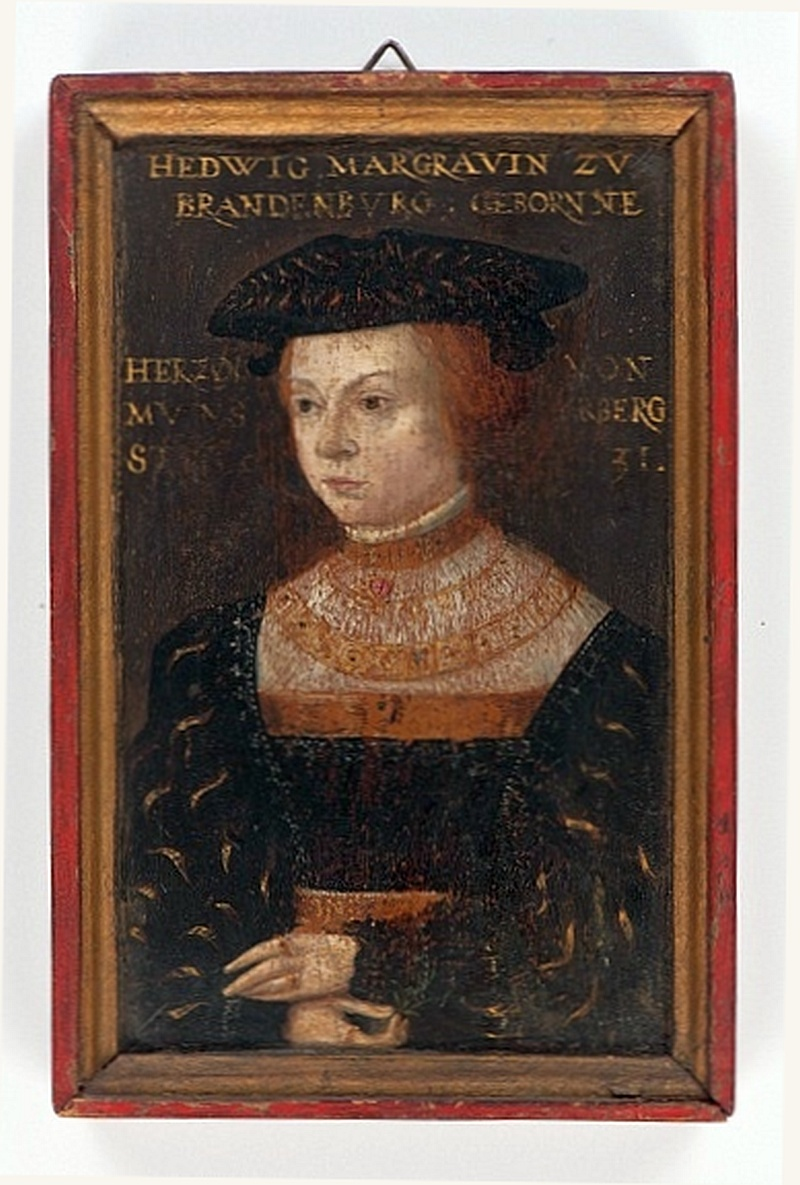
Hedwig von Münsterberg-Oels († 1531)

- 1506: Jörg Kling, Steinmetz, Architekt und Dombaumeister des Wiener Stephansdoms
- 1514: Ladislaus Prager, deutscher Ritter, Erbmarschall von Kärnten, Kaiserlicher Rat und Truchsess, Hauptmann von Wiener Neustadt, Pfleger von Enns und Kämmerer von Kaiser Friedrich III.
- 1514: Hartmann Schedel, deutscher Historiker
- 1527: Thomas von Wickede, Bürgermeister der Hansestadt Lübeck
- 1530: Thomas Wolsey, englischer Kardinal und Lordkanzler
- 1531: Hedwig von Münsterberg-Oels, Herzogin von Brandenburg-Ansbach
- 1557: Robert Rochester, englischer katholischer Politiker
- 1574: Georg Major, deutscher lutherischer Theologe
- 1585: Johannes Lencker, Nürnberger Goldschmied und Graphiker
- 1604: Margaretha Elisabeth von Manderscheid-Blankenheim-Gerolstein, Fürstäbtissin des Stifts Essen
- 1640: Leonhard von Götz, Bischof von Lavant
- 1642: Simon de la Vallée, französisch-schwedischer Architekt
- 1653: Elias Ehinger, deutscher Theologe und Philologe
- 1664: Valentin Heider, deutscher Jurist und Lindauer Ratsherr
- 1667: Jean de Thévenot, französischer Asien-Reisender, Sprachwissenschaftler und Botaniker
- 1678: Johann Ludwig Faber, deutscher Kirchenlieddichter

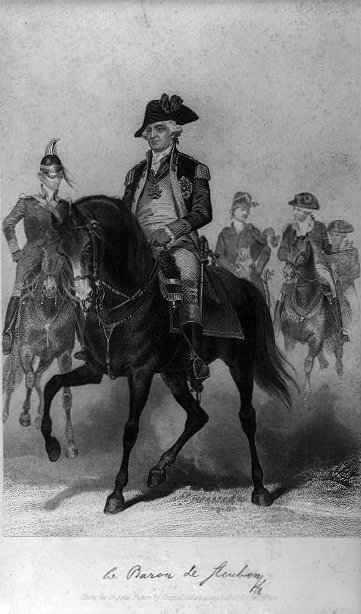
Friedrich Wilhelm von Steuben († 1794)

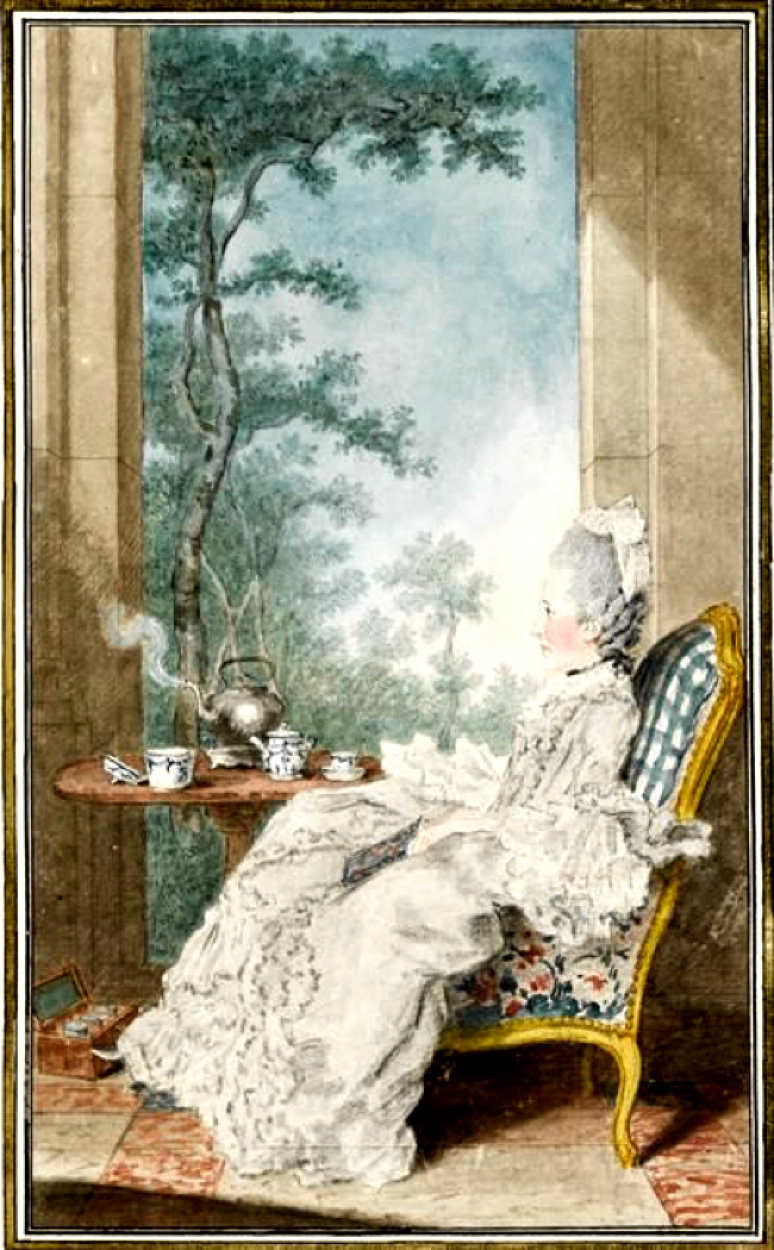
Marie Charlotte Hippolyte de Campet de Saujon († 1800)

- 1680: Gian Lorenzo Bernini, italienischer Maler und Bildhauer
- 1685: Nicolas de Neufville, duc de Villeroy, französischer General und Marschall von Frankreich
- 1688: Bohuslav Ludvík Balbín, böhmischer Jesuit, Literat, Historiker, Geograph und Patriot
- 1694: Matsuo Bashō, japanischer (Haiku-)Dichter
- 1695: Giovanni Paolo Colonna, italienischer Organist, Kapellmeister und Komponist
- 1695: Jan Sladký Kozina, tschechischer Führer des Bauernaufstands in Choden
- 1698: Louis de Buade, französischer Kolonialbeamter und Gouverneur von Neufrankreich
- 1704: Magdalena Claudia von Pfalz-Zweibrücken-Birkenfeld, Gräfin von Hanau-Münzenberg
- 1706: Leonor de Moura, kurzzeitige Vizekönigin von Sizilien
- 1708: Joseph Pitton de Tournefort, französischer Geistlicher und Botaniker
- 1721: Cartouche, französischer Räuber, Mörder und Bandenchef
- 1725: Nikita Demidow, russischer Industrieller
- 1726: Magdalena Sibylla von Sachsen-Weißenfels, Herzogin von Sachsen-Eisenach
- 1733: Kaspar Achatius Beck, deutscher Jurist
- 1740: Günther XLIII., Fürst von Schwarzburg-Sondershausen
- 1740: Johann Adolf von Metsch, Reichsvizekanzler des Heiligen Römischen Reiches
- 1741: Louis-François Duplessis de Mornay, französischer Kapuziner und Bischof von Québec in Neufrankreich
- 1747: Karl Leopold, Herzog zu Mecklenburg
- 1752: Wolf Friedrich Marschall, Erbmarschall in Thüringen, Kammerherr des Königs von Polen und Kurfürsten von Sachsen
- 1756: Georg Behrmann, deutscher Kaufmann und Dramatiker
- 1758: Margareta Klopstock, deutsche Schriftstellerin
- 1760: Pietro Paolo Vasta, italienischer Maler
- 1779: Wilhelm Sebastian von Belling, preußischer Husarengeneral
- 1783: Johanna Catharina Höhn, deutsche Magd und Kindsmörderin
- 1784: Antoine Grimaldi, Regent von Monaco
- 1785: William Whipple, US-amerikanischer Politiker, Unterzeichner der Amerikanischen Unabhängigkeitserklärung
- 1788: Karl Christian, Fürst von Nassau-Weilburg
- 1789: Friedrich August Krubsacius, deutscher Architekt und Architekturtheoretiker
- 1794: Cesare Beccaria, italienischer Rechtsphilosoph
- 1794: Friedrich Wilhelm von Steuben, preußisch-US-amerikanischer General
- 1800: Marie Charlotte Hippolyte de Campet de Saujon, französische Adlige, Salonnière und Femme de lettres

### 19. Jahrhundert
- 1821: Christen Pram, norwegischer Autor
- 1821: Hieronymus Waldinger, österreichischer Tierarzt und Hochschullehrer
- 1826: Georg Ludwig Stecher, deutscher Jurist und Politiker
- 1834: Johann Nepomuk Amann, österreichisch-deutscher Architekt
- 1835: Katharina von Württemberg, Königin von Westphalen
- 1835: Marcus Warschauer, deutscher Bankier
- 1848: Amalie Therese Luise Wilhelmine Philippine, Herzogin von Württemberg und Sachsen-Altenburg
- 1850: Katharina Waldmüller, österreichische Opernsängerin
- 1858: Johann Heinrich Kopp, deutscher Arzt und Naturforscher
- 1859: Washington Irving, US-amerikanischer Schriftsteller (Sleepy Hollow)
- 1861: Robert Führer, tschechischer Kirchenmusiker und Komponist
- 1864: Jacob Broom, US-amerikanischer Politiker
- 1865: Johann Martin Lappenberg, deutscher Historiker
- 1871: Louis Rossel, französischer Offizier
- 1872: Ludwig August von Autenrieth, württembergischer Jurist und Politiker
- 1876: Karl Ernst von Baer, deutschbaltischer Naturforscher, Anatom, Zoologe und Entdecker der menschlichen Eizelle

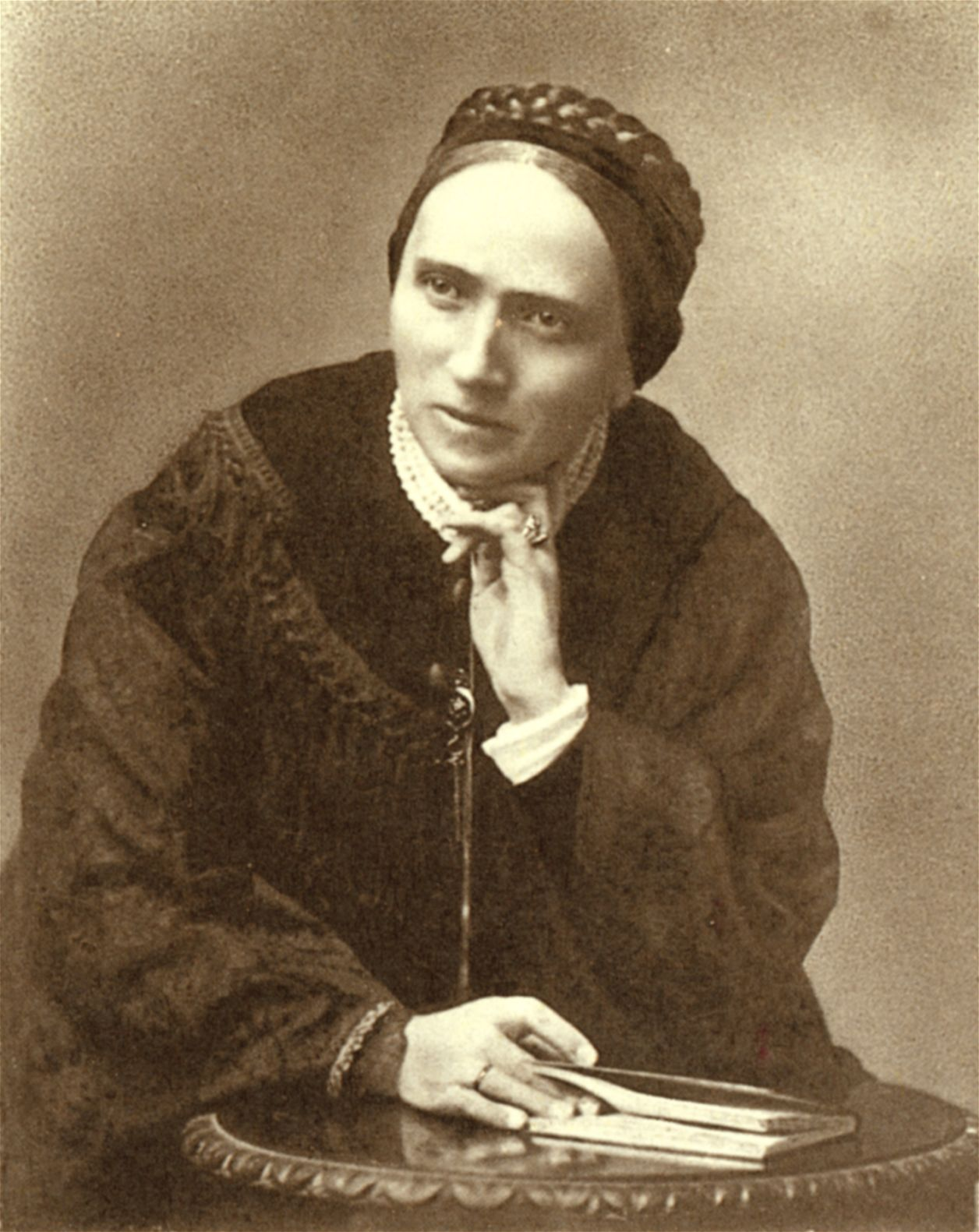
Luise Büchner († 1877)

- 1877: Luise Büchner, deutsche Frauenrechtlerin und Schriftstellerin
- 1880: Louis de Weck-Reynold, Schweizer Landwirt und Politiker
- 1881: Josepha Reh, bayerische Dienstbotin und Modehändlerin
- 1887: Marianna Barbieri-Nini, italienische Opernsängerin (Sopran)
- 1889: Richard von Volkmann, deutscher Chirurg und Schriftsteller
- 1890: Rudolf von Borries, deutscher Rittergutsbesitzer, Regierungsbeamter und Politiker
- 1891: Christen Berg, dänischer Politiker
- 1892: Theodor Wehrmann, deutscher Gymnasiallehrer, Provinzialschulrat in Pommern
- 1896: Paul Emanuel Spieker, deutscher Architekt
- 1898: Conrad Ferdinand Meyer, Schweizer Dichter
- 1899: Virginia Oldoini, italienische Kurtisane, Fotomodell und Mätresse des französischen Kaisers Napoleon III.
- 1899: Albert Steck, Mitgründer der Sozialdemokratischen Partei der Schweiz

### 20. Jahrhundert

#### 1901–1950
- 1901: Heinrich Gottfried Philipp Gengler, deutscher Rechtshistoriker, Geheimrat und Universitätsprofessor
- 1903: Jules Levy, britisch-US-amerikanischer Komponist und Kornettist
- 1903: Ottmar Schmidt, deutscher Apotheker und Professor
- 1906: Oskar Andersson, schwedischer Comiczeichner
- 1907: Ricardo Castro Herrera, mexikanischer Pianist und Komponist
- 1907: Stanisław Wyspiański, polnischer Dramatiker
- 1912: Otto Brahm, deutscher Theaterleiter
- 1916: Marthinus Theunis Steyn, Präsident des Oranje-Freistaats
- 1918: Alexis Contant, kanadischer Komponist, Organist und Musikpädagoge
- 1919: Max Aschenborn, Ministerialdirektor im Reichspostamt
- 1921: Abdul-Baha, persischer Schriftgelehrter, Zentralgestalt der Bahai
- 1925: Alfred Pérot, französischer Physiker
- 1927: John W. Griggs, US-amerikanischer Jurist und Politiker, Gouverneur von New Jersey, Justizminister
- 1927: Karl Rieker, deutscher Rechtswissenschaftler und -historiker
- 1930: Otto Schubert, deutscher Architekt und Baumeister
- 1932: Karl Dunkmann, deutscher evangelischer Theologe und Soziologe
- 1935: Erich von Hornbostel, österreichischer Musikethnologe
- 1939: James Naismith, kanadischer Arzt und Pädagoge, Erfinder der Sportart Basketball
- 1940: James Hotchkiss Rogers, US-amerikanischer Organist und Komponist
- 1940: Helmut Wick, deutscher Pilot
- 1943: Arthur Catterall, englischer Geiger, Dirigent und Musikpädagoge
- 1946: Nusch Éluard, deutsch-französische Schauspielerin, Modell und Surrealistenmuse
- 1948: Will Dohm, deutscher Schauspieler
- 1949: Pierre Bacqueyrisses, französischer Unternehmer und Automobilrennfahrer

#### 1951–1975
- 1952: Ota Wićaz, sorbischer Literatur- und Kulturhistoriker und Schriftsteller
- 1953: Carlos de Mesquita, brasilianischer Komponist und Pianist
- 1954: Enrico Fermi, italienischer Atomphysiker, Nobelpreisträger
- 1956: Walerian Bierdiajew, polnischer Komponist, Dirigent und Musikpädagoge
- 1956: Emil Georg Bührle, Schweizer Rüstungsindustrieller und Kunstsammler
- 1958: Alwin Blaue, deutscher Maler, Graphiker, Bildhauer und Kunsthandwerker
- 1958: Enrico Pasteur, italienischer Fußballspieler, -trainer und -schiedsrichter sowie Wasserballspieler und -schiedsrichter

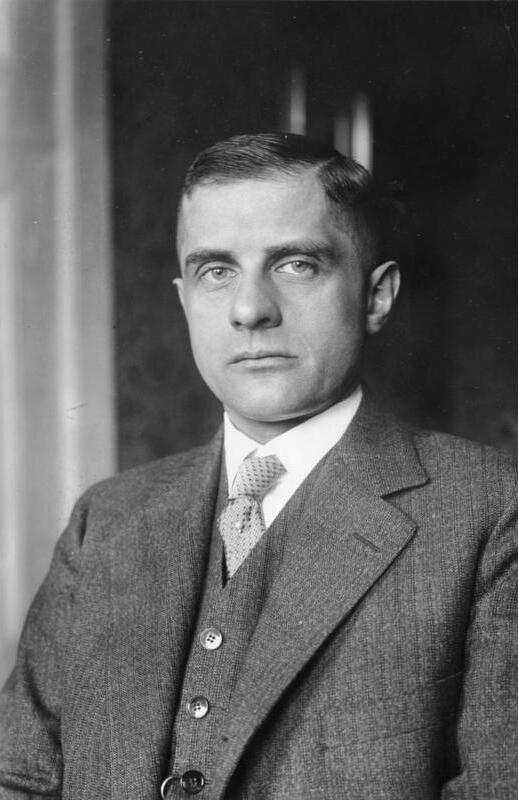
Friedrich Ernst († 1960)

- 1960: Friedrich Ernst, deutscher Jurist und Bankier, Staatskommissar für Bankenkontrolle
- 1961: James Milligan, kanadischer Sänger

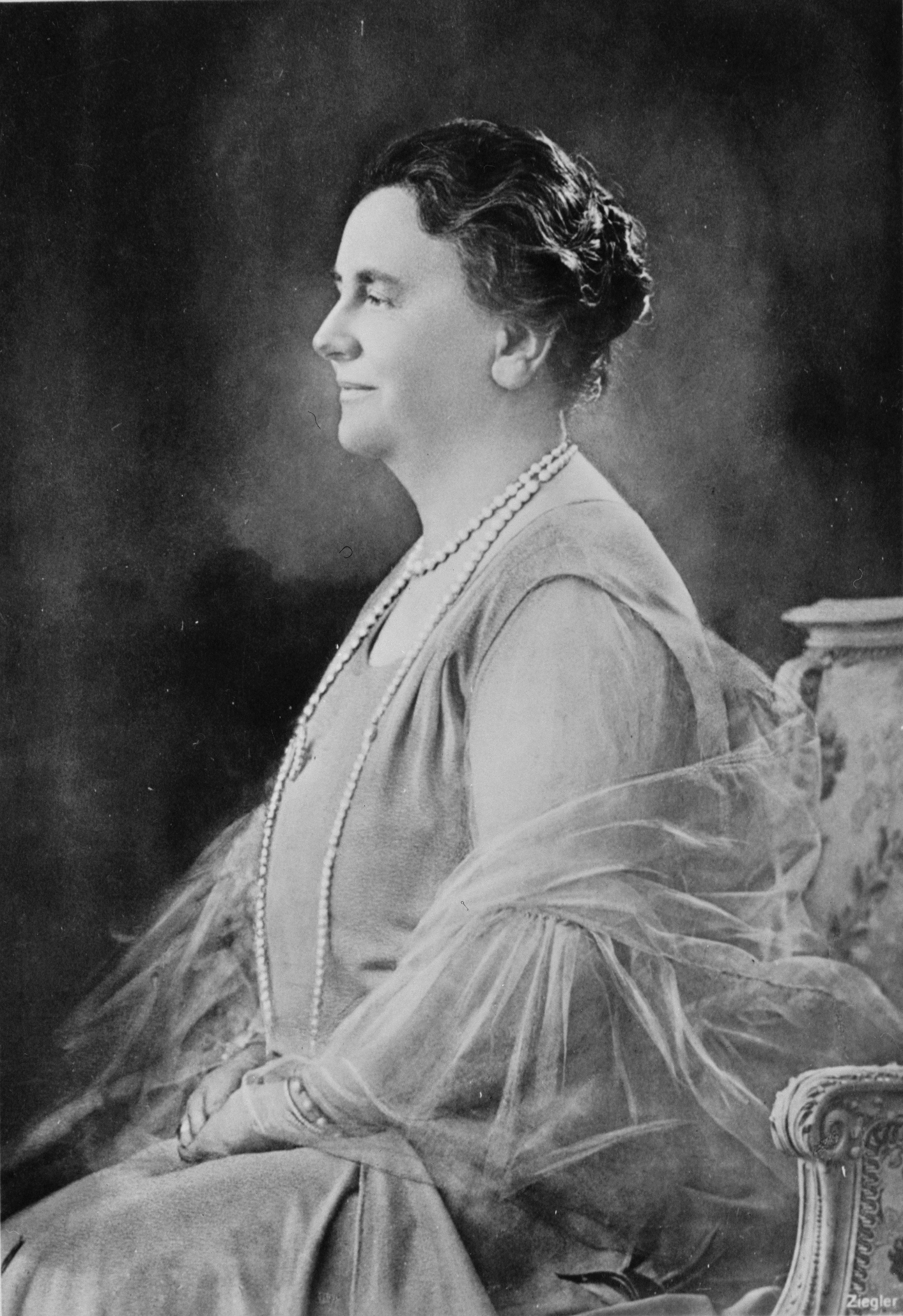
Wilhelmina, Königin der Niederlande († 1962)

- 1962: Wilhelmina, niederländische Königin, Großmutter von Königin Beatrix der Niederlande
- 1962: Ernst Winsauer, österreichischer Politiker
- 1963: Lee Wallard, US-amerikanischer Automobilrennfahrer
- 1966: Vittorio Giannini, US-amerikanischer Komponist
- 1967: Willy Maertens, deutscher Schauspieler, Theaterregisseur und -intendant
- 1968: Enid Blyton, englische Jugendschriftstellerin
- 1970: Jan Drda, tschechischer Prosaist und Dramatiker
- 1970: Alla Horska, ukrainische Malerin, Dissidentin und Vertreterin der Sechziger-Bewegung in der Ukraine
- 1970: Fritz von Unruh, deutscher Schriftsteller, Maler, Redner und Dichter des literarischen Expressionismus
- 1971: Grantley Herbert Adams, barbadischer Politiker
- 1971: Josef Krainer senior, österreichischer Politiker, Landeshauptmann der Steiermark
- 1972: Paul Bertololy, deutscher Arzt und Schriftsteller
- 1973: Charles Crodel, deutscher Maler
- 1974: El Sayed Mohammed Nosseir, ägyptischer Gewichtheber

#### 1976–2000
- 1976: Robert Fleming, kanadischer Komponist, Pianist, Organist, Chorleiter und Musikpädagoge
- 1976: Rosalind Russell, US-amerikanische Schauspielerin
- 1977: Hans Möbius, deutscher Archäologe
- 1978: Kurt Krjeńc, sorbischer Kommunist, Abgeordneter der Volkskammer, Domowina-Vorsitzender
- 1981: Arthur Jensen, dänischer Schauspieler

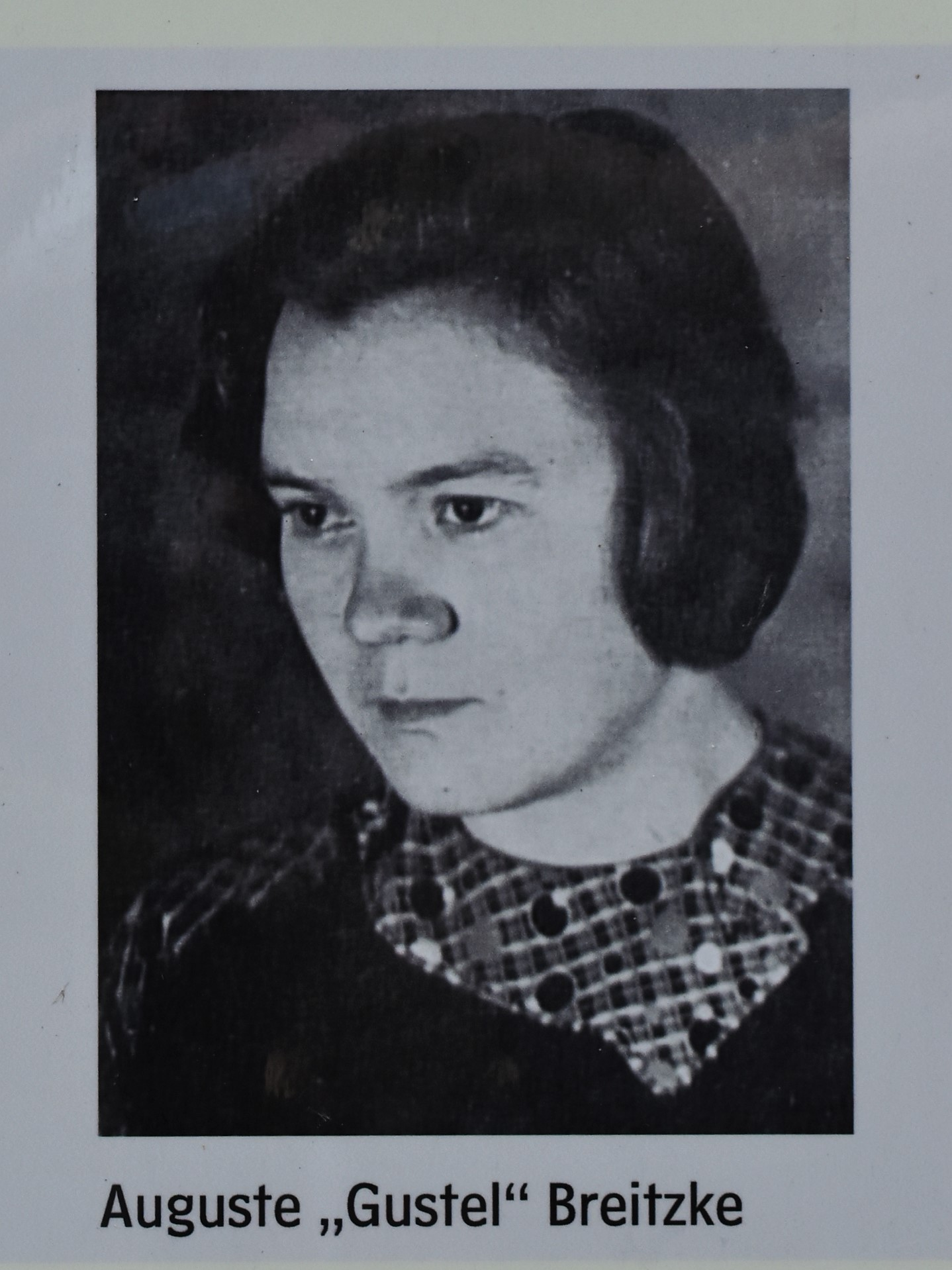
Auguste Breitze († 1982)

- 1982: Auguste Breitzke, deutsche sozialdemokratische Widerstandskämpferin
- 1982: Rolf Wanka, österreichischer Schauspieler
- 1983: Ojārs Vācietis, lettischer Dichter
- 1984: Adam Antes, deutscher Bildhauer und Grafiker
- 1985: Karl Abt, deutscher Maler
- 1985: Fernand Braudel, französischer Historiker
- 1985: John McNally, US-amerikanischer American-Football-Spieler
- 1986: Emilio Scanavino, italienischer Maler
- 1986: Elizabeth Thomas, US-amerikanische Ägyptologin
- 1987: Paul Arma, französischer Komponist, Musikethnologe und Pianist
- 1987: Wolfgang Liebeneiner, deutscher Schauspieler und Regisseur
- 1987: Víctor Yturbe, mexikanischer Sänger
- 1989: Ernesto Civardi, italienischer Geistlicher, Kurienkardinal
- 1990: Władysław Rubin, polnischer Geistlicher, Weihbischof in Gnesen, Kurienkardinal
- 1992: Frank Armi, US-amerikanischer Automobilrennfahrer
- 1992: Sidney Nolan, australischer Maler und Grafiker
- 1993: Monroe Abbey, kanadischer Rechtsanwalt
- 1993: Eilif Armand, norwegischer Schauspieler, Lyriker und Literaturkritiker
- 1993: Camillo Togni, italienischer Komponist, Pianist und Musikpädagoge
- 1994: Jeffrey Dahmer, US-amerikanischer Serienmörder
- 1994: Vicente Enrique y Tarancón, spanischer Geistlicher, Erzbischof von Toledo und Madrid
- 1998: Hemaiag Bedros XVII. Guedikian, Patriarch von Kilikien
- 1998: Hans Mohl, deutscher Fernsehjournalist
- 1999: Ursula Kuhn, deutsche Schriftstellerin
- 2000: Carol Bolt, kanadische Dramatikerin
- 2000: Liane Haid, österreichische Schauspielerin und Sängerin
- 2000: Ernst Hermanns, deutscher Bildhauer

### 21. Jahrhundert
- 2001: Hermann Barche, deutscher Politiker
- 2002: Dave „Snaker“ Ray, US-amerikanischer Bluessänger und -Gitarrist
- 2004: István Bubik, ungarischer Schauspieler
- 2004: Sergio Castelletti, italienischer Fußballspieler und -trainer
- 2004: Otto Esser, deutscher Arbeitgeberpräsident

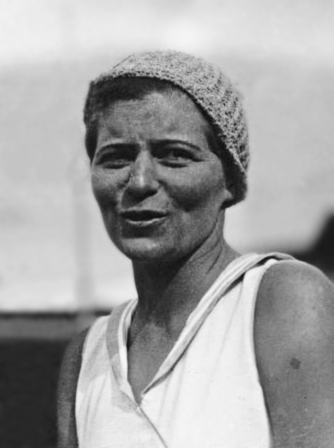
Elly Beinhorn († 2007)

- 2005: Hermann Arnold, deutscher Medizinalbeamter
- 2005: Tony Meehan, britischer Schlagzeuger (The Shadows)
- 2006: Enrico Catuzzi, italienischer Fußballspieler und -trainer
- 2006: Max Merkel, österreichischer Kolumnist, Fußballspieler und -trainer
- 2007: Elly Beinhorn, deutsche Fliegerin
- 2008: Lee Baxandall, US-amerikanischer Schriftsteller, Übersetzer und Aktivist der Nudismusbewegung
- 2009: Gilles Carle, kanadischer Filmemacher
- 2009: Tony Kendall, italienischer Schauspieler
- 2009: Sergio Sartorelli, italienischer Autodesigner
- 2010: Shōjirō Asahina, japanischer Entomologe
- 2010: Samuel Cohen, US-amerikanischer Physiker
- 2010: Werner Godemann, deutscher Schauspieler
- 2010: Irene Ludwig, deutsche Kunst-Mäzenin

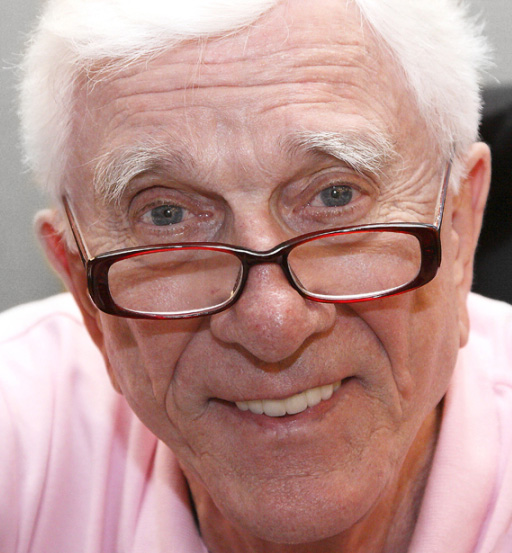
Leslie Nielsen († 2010)

- 2010: Leslie Nielsen, kanadischer Schauspieler
- 2011: Aruwa Late Ameh, nigerianischer Fußballspieler
- 2011: Ante Marković, jugoslawischer Politiker
- 2012: Knut Ahnlund, schwedischer Literaturhistoriker und Autor
- 2012: Alex Crisovan, Schweizer Schachjournalist, -autor und -funktionär
- 2013: Max Georg Freiherr von Twickel, deutscher Weihbischof im Bistum Münster und Bischöflich Münsterischer Offizial
- 2014: Tuğçe Albayrak, deutsche Lehramtsstudentin türkischer Abstammung
- 2014: Roberto Gómez Bolaños, mexikanischer Schauspieler und Regisseur
- 2014: Lucidio Sentimenti, italienischer Fußballspieler
- 2015: Luc Bondy, Schweizer Regisseur und Intendant
- 2016: Wolfgang Raufelder, deutscher Politiker
- 2017: Shadia, ägyptische Filmschauspielerin und Sängerin
- 2018: Robert Morris, US-amerikanischer bildender Künstler
- 2018: Klaus-Dieter Schotte, deutscher Physiker
- 2019: Graham Crouch, australischer Sportler
- 2020: David Prowse, britischer Schauspieler und Fitnesstrainer
- 2021: Virgil Abloh, US-amerikanischer Designer
- 2021: Emmit King, US-amerikanischer Leichtathlet
- 2021: Norodom Ranariddh, kambodschanischer Politiker
- 2021: Frank Williams, britischer Unternehmer
- 2022: Tobias Langhoff, deutscher Schauspieler
- 2022: Gabriele Lechner, österreichische Opernsängerin
- 2022: Dieter Oesterhelt, deutscher Biochemiker
- 2022: Jan Steinhauser, niederländischer Ruderer
- 2023: Agyemang Diawusie, deutscher Fußballspieler
- 2024: Silvia Pinal, mexikanische Film-, Theater- und Fernsehschauspielerin
- 2024: Margit Voss, deutsche Journalistin

## Feier- und Gedenktage
- Kirchliche Gedenktage
  - Margarete Blarer, deutsche Wohltäterin (evangelisch)
  - Hl. Gregor III., römischer Papst (katholisch)

- Staatliche Feier- und Gedenktage
  - Tag des Mittelmeerraumes
  - Albanien: Unabhängigkeit vom Osmanischen Reich (1912)
  - Mauretanien: Unabhängigkeit von Frankreich (1960)
  - Osttimor: Ausrufung der Unabhängigkeit (1975)

Weitere Einträge enthält die Liste von Gedenk- und Aktionstagen.